# Violence policière en France
Pour un article plus général, voir Violence policière.

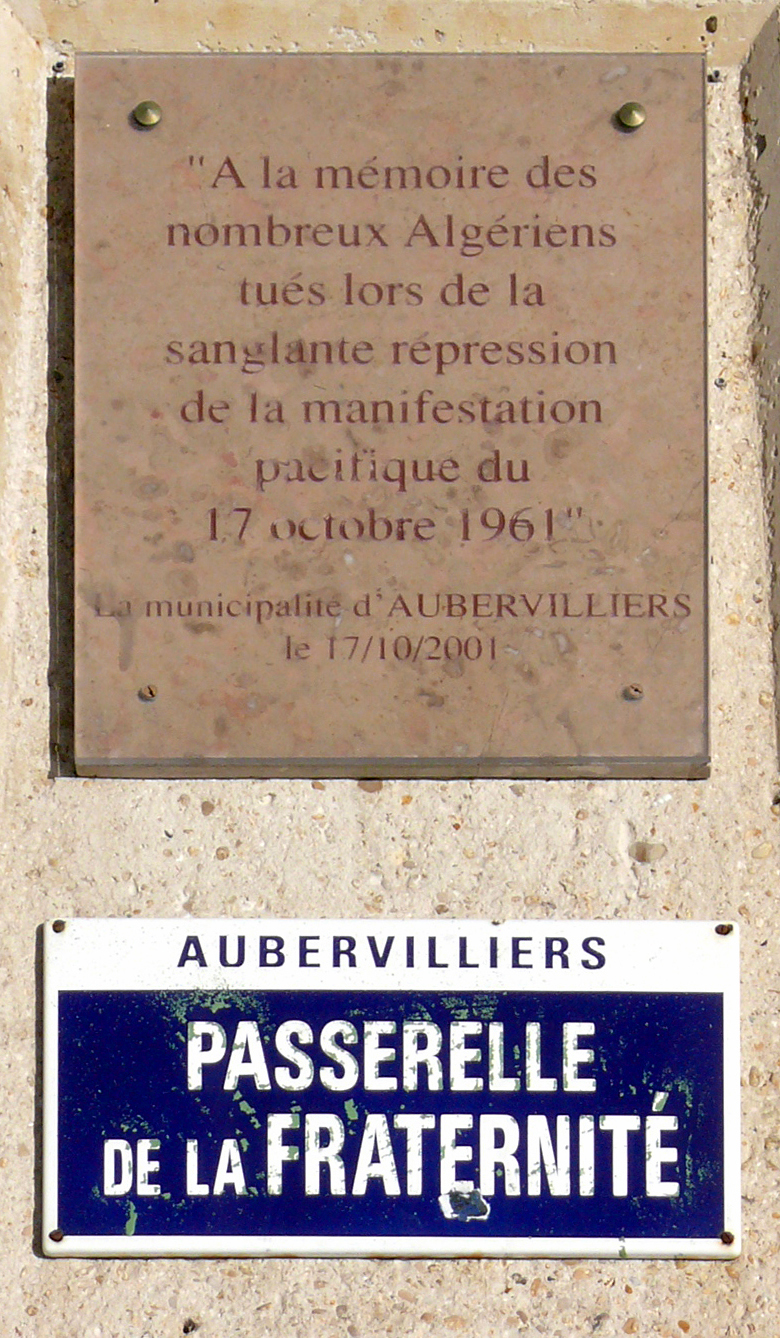
Plaque commémorant le massacre du 17 octobre 1961 d'Algériens à Paris.

La violence policière en France est le non-respect du cadre législatif d'utilisation dite « légitime » de la force et, en particulier, des armes, par des policiers ; elle correspond donc à un usage non « strictement nécessaire » ou non « proportionné » au but à atteindre ou à la gravité de la menace, ou dans le cas des armes, à un emploi qui ne relève pas de « l'absolue nécessité ».
La violence policière en France est dénoncée, dans le cadre de la justice internationale, comme une entrave aux droits de l'homme engageant la responsabilité de l'État, à défaut de mesures légales et proportionnées prises pour prévenir l'usage excessif de la force.
On assiste depuis les restructurations initiées sous la présidence de Nicolas Sarkozy, en passant par la répression du mouvement des Gilets jaunes sous la première présidence d'Emmanuel Macron, à une augmentation du nombre de morts, de mutilés et de blessés causés par la police, en comparaison aux autres pays d'Europe occidentale,,,. L'opacité du ministère de l'Intérieur, en particulier relativement au nombre de personnes blessées ou tuées à la suite des opérations de police, est critiquée ainsi que la difficulté pour les victimes de porter plainte et d'obtenir réparation (voir Impunité).
En outre, des accusations de violences à caractère raciste et discriminatoire (voir Discrimination systémique) sont régulièrement l'objet de rapports par des instances internationales et organisations de défense des droits de l'homme, en plus d'être rapportés par la population via les médias sociaux. La question du profilage racial ainsi que des contrôles d'identité abusifs a été soulevée par le Défenseur des droits et portée à plusieurs reprises devant les autorités françaises,,,.
Le comportement de la police française à l'égard des migrants en situation irrégulière ainsi qu'à l'égard des journalistes (voir Liberté de la presse) a aussi été dénoncé,,.

## Définition
En France, le policier est au sens du droit pénal un « dépositaire de l’autorité publique ».
Le Conseil constitutionnel a considéré la liberté de manifester comme un principe à valeur constitutionnelle reposant sur la liberté d’aller et de venir ainsi que sur la liberté d’expression. Par ailleurs, il précise les restrictions à cette liberté qui doivent répondre à des motifs de prévention des atteintes à l’ordre public.

« La doctrine du maintien de l’ordre à la française repose sur trois piliers fondamentaux : l’usage collectif de forces spécialisées, le maintien à distance des manifestants à travers une posture dissuasive et l’usage de la force proportionné et gradué uniquement en dernière extrémité »

— Séverine Tavennec, La doctrine du maintien de l’ordre à la française.
Il est courant de faire la distinction entre violence « légitime », sous couvert de la loi, et violence « illégitime », c'est-à-dire non nécessaire ou exagérée et donc hors du cadre légal. On peut considérer que certains usages légaux de la force constituent effectivement des violences policières ou au contraire défendre le caractère légal afin d'écarter cette qualification pour caractériser l'usage de la force. La barrière entre ce qui constitue l'usage légitime de la violence, dont le monopole revendiqué constitue une définition essentielle de l'État selon Max Weber, et son usage illégitime, est donc un enjeu de conflits d'interprétation, quel que soit le système politique que sert la police,.
La dérive de l'utilisation de la force hors du cadre légal dans le cadre de violences non légitimes renvoie souvent à la notion d'autres expressions comme bavure policière, dérapage policier, dérive policière ou débordement policier. Certains de ces termes, selon les médias étrangers, peuvent servir à dissimuler des violences pouvant conduire à la mort.
— Michel Wieviorka, Penser la violence : en réponse à Sergio Adorno.
Pour le sociologue Cédric Moreau de Bellaing,

« soit les travaux de sciences sociales assument l’identification entre police et violence comme allant de soi et se concentrent sur d’autres aspects de l’activité policière, soit ils prennent cette articulation pour objet et tentent d’en explorer les fondements, les logiques, les rationalités ou les conséquences. Rares sont les travaux qui cherchent à se défaire de cette interrogation et, lorsqu’ils le font, ils n’emportent pas la conviction, impuissants face à la profonde interdépendance de ces siamois que semblent être police et violence »

— Cédric Moreau de Bellaing, Violences illégitimes et publicité de l'action policière.

## Cadre législatif
En France, l'emploi par la police française de la force est défini par le code de déontologie de la Police nationale et de la Gendarmerie nationale, adopté par le décret no 86-592 du 18 mars 1986, pour la police et étendu à la gendarmerie par le décret no 2013-1113 du 4 décembre 2013 appliqué à partir de 2014.
Les articles 9 et 10 du décret de 1986 déterminent ainsi : « Art. 9. - Lorsqu'il est autorisé par la loi à utiliser la force et, en particulier, à se servir de ses armes, le fonctionnaire de police ne peut en faire qu'un usage strictement nécessaire et proportionné au but à atteindre ». « Art. 10. - Toute personne appréhendée est placée sous la responsabilité et la protection de la police ; elle ne doit subir, de la part des fonctionnaires de police ou de tiers, aucune violence ni aucun traitement inhumain ou dégradant. Le fonctionnaire de police qui serait témoin d'agissements prohibés par le présent article engage sa responsabilité disciplinaire s'il n'entreprend rien pour les faire cesser ou néglige de les porter à la connaissance de l'autorité compétente. Le fonctionnaire de police ayant la garde d'une personne dont l'état nécessite des soins spéciaux doit faire appel au personnel médical et, le cas échéant, prendre des mesures pour protéger la vie et la santé de cette personne. »
Dans le décret de 2013, Il existe une série d'articles de R. 434-14 à R. 434-22 déterminant les relations du policier et du gendarme avec la population et le respect des libertés. Ainsi,
- « Le policier ou le gendarme est au service de la population. Sa relation avec celle-ci est empreinte de courtoisie et requiert l’usage du vouvoiement. Respectueux de la dignité des personnes, il veille à se comporter en toute circonstance d’une manière exemplaire, propre à inspirer en retour respect et considération. »
- « Lorsque la loi l’autorise à procéder à un contrôle d’identité, le policier ou le gendarme ne se fonde sur aucune caractéristique physique ou aucun signe distinctif pour déterminer les personnes à contrôler, sauf s’il dispose d’un signalement précis motivant le contrôle. Le contrôle d’identité se déroule sans qu’il soit porté atteinte à la dignité de la personne qui en fait l’objet. »
- « Toute personne appréhendée est placée sous la protection des policiers ou des gendarmes et préservée de toute forme de violence et de tout traitement inhumain ou dégradant. Le policier ou le gendarme ayant la garde d’une personne appréhendée est attentif à son état physique et psychologique et prend toutes les mesures possibles pour préserver la vie, la santé et la dignité de cette personne. »
- « Le policier ou le gendarme emploie la force dans le cadre fixé par la loi, seulement lorsque c’est nécessaire, et de façon proportionnée au but à atteindre ou à la gravité de la menace, selon le cas. Il ne fait usage des armes qu’en cas d’absolue nécessité et dans le cadre des dispositions législatives applicables à son propre statut. »
- « Sans se départir de son impartialité, le policier ou le gendarme accorde une attention particulière aux victimes et veille à la qualité de leur prise en charge tout au long de la procédure les concernant. Il garantit la confidentialité de leurs propos et déclarations. »

## Dérives de l'emploi par la police de la force et violences policières

### Historique et études
Le terme de bavure policière est d'apparition tardive, il n’apparaît que dans la neuvième édition du Dictionnaire de l'Académie française, soit en 1992 ,.
Le Journal officiel de la République française dans le compte-rendu des débats parlementaires à l’Assemblée nationale du mardi 13 novembre 1979 mentionne l'intervention du député communiste Maxime Kalinsky qui interpelle le ministre de l’Intérieur Christian Bonnet : 

« On ne peut pas ne pas parler des bavures car elles existent ; d'ailleurs, certains responsables ne donnent-ils pas les moyens des bavures ? Nous condamnons les journaux qui, soutenant directement ou indirectement la politique gouvernementale, font tout de même leurs gros titres sur les crimes crapuleux ou les interviews de gangsters et mettent en vedette les bavures policières. L'objectif qui consiste à couper la police de la population explique certaines campagnes « anti-flic ». Des bavures, il en existe, nous le reconnaissons, il ne faut ni les nier ni les couvrir, au contraire, mais l'essentiel est d'en supprimer les causes. Dans leur immense majorité, les policiers réclament des mesures pour que leur profession ne donne aucune prise aux reproches. La dignité du policier est inséparable du respect qu'il doit manifester envers tout citoyen, quels que soient son âge, sa race ou sa fonction,. »

Selon l'avocat Dominique Tricaud en 1989 : « je pense cependant qu’il ne faut pas que nous nous laissions enfermer dans le mot bavure ; c’est un mot de journaliste, facile, et derrière le fait divers, on découvre qu’il y a un rapport disharmonieux entre la police dont le rôle est de protéger la population et la population elle-même qui a parfois le sentiment d’avoir plus à redouter qu’à espérer des forces de l’ordre. On ne peut pas ne pas avoir le sentiment que la police est chargée de protéger une partie de la population et d’en réprimer une autre,. »
Pour Cédric Moreau de Bellaing, 

« Le droit français prévoit un certain nombre de dispositions encadrant l’exercice de la force par la police. La sociologie de la police a néanmoins montré qu’en dépit de l’existence de cet arsenal, il était abusif de considérer le droit comme un instrument efficace de limitation de l’usage de la force policière. En premier lieu parce que le caractère flou des textes enserrant l’exercice de la coercition a laissé le soin à la jurisprudence de dessiner les contours des conditions de légitimité de la violence policière, et que les juges ont, à leur tour, scrupuleusement reporté vers les policiers le jugement du nécessaire – et donc de la force nécessaire – à mettre en œuvre lors des interventions. »

Par ailleurs, l’autorité est au cœur du métier policier. Dans son célèbre travail de sociologie de la déviance, Howard Becker rappelle ce point caractéristique du policier : « une bonne part de son activité ne consiste pas directement à faire appliquer la loi, mais bien à contraindre les gens dont il s’occupe à le respecter lui-même ».
Dans un entretien au journal Regards, le sociologue Geoffroy de Lagasnerie critique la notion de « violences policières » : 

« La catégorie de violences policières est extrêmement problématique car elle conduit à ne plus considérer comme violent que ce qui est illégal – c’est-à-dire qu’on ne va plus considérer comme violences policières une arrestation sur la route, une perquisition où un flic surgit à 6 h du matin, casse une porte, met des menottes à quelqu’un – mais uniquement ce qui est particulièrement brutal. Mais c’est oublier que la police comme institution est par essence violente. […] Soit on dit qu’il n’y a pas de violences policières parce qu’on dit police = violences, soit on dit qu’il n’y a que des violences policières. […] Je préfère substituer à la catégorie de violences policières, celle d’ordre policier. »

En 1999, la France est devenue le seul État membre du Conseil de l'Europe avec la Turquie à être condamné pour torture par la Cour européenne des droits de l'homme, basée à Strasbourg. Ce fut pour des abus violents et à caractère sexuel sur un jeune homme en garde à vue, Ahmed Selmouni,.
En 2020, le Gouvernement et les syndicats policiers nient l'existence même de « violences policières » et évoquent des « violences illégitimes ».
Les comportements de violence policière, perçus comme l'un des tabous les plus importants au sein de la police française avec le suicide d'officiers, sont attribués par Valentin Gendrot, première personne connue à avoir infiltré la police française pendant deux ans et l'auteur du livre Flic, publié le 3 septembre 2020, à un esprit corporatiste et à une impunité généralisée, et peuvent s'accompagner de falsifications de preuves pour dissimuler les violences.

### Violences policières lors des manifestations

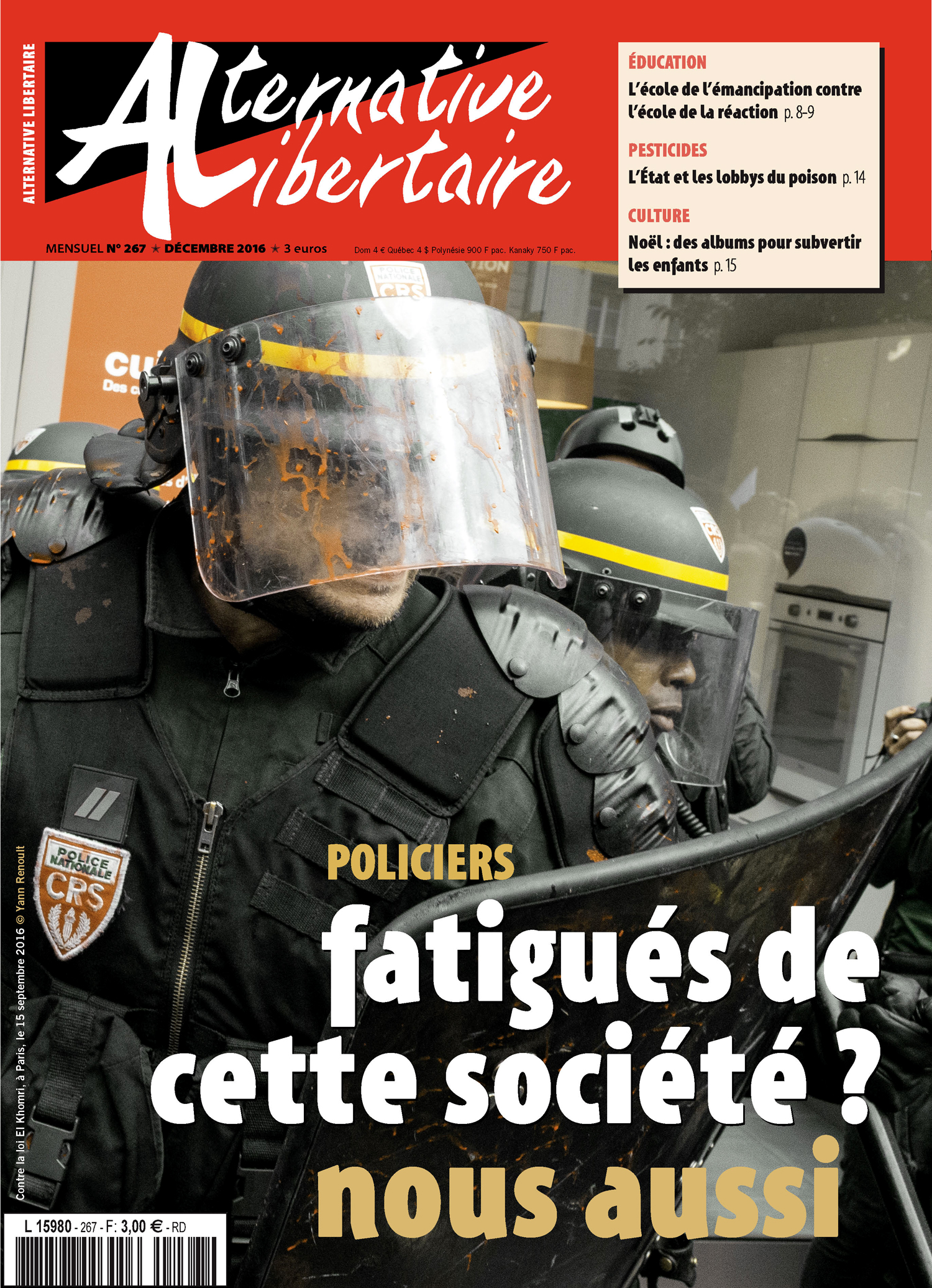
Couverture d'un numéro d'Alternative libertaire, mensuel anarcho-communiste français (décembre 2016).

Selon l'Organisation pour la sécurité et la coopération en Europe (OSCE) : 

« Ni le risque hypothétique de désordres publics, ni la présence d’un public hostile ne sauraient passer pour un motif légitime d’interdiction d’une réunion publique. Les restrictions préalables imposées sur la base du risque d’incidents violents mineurs ont toute chance de passer pour disproportionnées et toute éruption de violence isolée devrait valoir l’arrestation et la poursuite de ses auteurs plutôt qu’entraîner des restrictions imposées au nom d’allégations concernant des réunions identiques tenues précédemment. La Cour européenne des droits de l'homme a noté qu’« un individu ne cesse pas de jouir du droit à la liberté de réunion pacifique en raison de violences sporadiques ou autres actes répréhensibles commis par des tiers au cours d’une manifestation, dès lors que lui-même demeure pacifique dans ses intentions ou son comportement, »

.
Pour le sociologue Fabien Jobard : 

« le maintien de l’ordre, d’une certaine manière, n’est pas un métier policier, mais une compétence politique. Il repose non sur des individus mais sur des unités constituées organisées selon un mode militaire, où prévaut le principe de la discipline à travers une chaîne de commandement. La force, dans les opérations de maintien de l’ordre, n’est engagée que sur l’ordre de l’autorité légitime, alors que sa mise en œuvre relève de l’appréciation individuelle du gardien de la paix en police ordinaire. Beaucoup de chercheurs, notamment anglo-saxons, estiment même que le maintien de l’ordre est un métier de type militaire et non policier »,. »

Une loi a été adoptée le 28 février 2017 du Code de la sécurité intérieure afin d’unifier les règles applicables à l’usage légitime des armes par les forces de l’ordre. Selon le Défenseur des droits « Le projet de loi complexifie le régime juridique de l’usage des armes, en donnant le sentiment d’une plus grande liberté pour les forces de l’ordre, au risque d’augmenter leur utilisation, alors que les cas prévus sont couverts par le régime général de la légitime défense et de l’état de nécessité, dès lors que l’usage de la force doit être nécessaire et proportionné, conformément aux exigences de l’article 2 de la Convention européenne des droits de l’homme,. »
D'après L'OSCE, « Les officiers de police doivent être formés à la maîtrise des standards dans l’usage de la force et des armes à feu, et de ses alternatives, au nombre desquelles le règlement pacifique des conflits, la compréhension des attitudes d’une foule, les méthodes de persuasion, de négociation et de médiation, ainsi que des moyens techniques, dans le but de limiter l’usage de la force et des armes à feu. La formation pratique doit être aussi réaliste que possible. Seuls les officiers dont la maîtrise en matière d’usage de la force a été testée et qui présentent les compétences psychologiques requises sont autorisés à porter une arme. »
D'après un rapport relatif à l'emploi des munitions en opérations de maintien de l'ordre remis le 13 novembre 2014 au ministre de l'Intérieur français conjointement par l'inspection générale de la Police nationale et l'inspection générale de la Gendarmerie nationale après le décès de Rémi Fraisse, un militant écologiste lors de la manifestation des 25 et 26 octobre 2014 contre le barrage de Sivens : 

« Pour l'essentiel, la stratégie du maintien de l'ordre, consiste à éviter autant que faire se peut le contact physique. L'emploi judicieux des munitions, dont la portée et les effets correspondent à la progressivité recherchée, et leur maîtrise, sont alors des facteurs déterminants de la réussite de la manœuvre. Les grenades à effet de souffle constituent le dernier stade avant de devoir employer les « armes à feu » telles que définies par le Code de sécurité intérieure. Les techniques et protocoles sont globalement adaptés mais perfectibles. Ils gagneraient à être précisés et renforcés et à s'appuyer sur des retours d'expérience mieux structurés. L'étude d'exemples pris dans les pays voisins a permis de confirmer la spécificité française, seule nation d'Europe à utiliser des munitions explosives en opération de maintien de l'ordre avec l'objectif de maintenir à distance les manifestants les plus violents. »

Pour les sociologues Olivier Fillieule et Fabien Jobard :

« Le recours aux binômes policiers pour « prélever » dans une foule un individu réputé violent a été pensé, en Allemagne, en Suisse romande ou encore à Bruxelles depuis la fin des années 1990, dans le cadre d’une stratégie de désescalade : il s’agit d’empêcher les plus radicaux de nuire, tout en effectuant une interpellation rapide et propre qui ne débouche pas sur la solidarisation de la foule avec les interpellés. En France, par contraste, la technique est employée aux fins de multiplier les interpellations et les déferrements (le procureur de la République dispose désormais de bureaux mobiles aux abords des sites de manifestation). La judiciarisation accrue du maintien de l’ordre s’inscrit dans la dynamique moderne de répression judiciaire comme indicateur de l’efficacité politique, la « politique du chiffre » tant décriée. Les forces de police se multiplient en autant d’occasions de confrontations en corps à corps, avec les dérapages que cela entraîne, toujours susceptibles de produire l’effet que l’on cherche précisément à éviter ailleurs en Europe : le retournement de la foule et sa solidarisation avec les éléments les plus radicaux. »

### Tirs et mort d'automobilistes pour refus d'obtempérer
Depuis la loi de 2017 relative à la sécurité publique, le nombre de tirs pour refus d'obtempérer lors d'interventions policières a fortement augmenté (255 en 2016, 394 en 2017), puis est retombé à un niveau resté supérieur (305 en 2019, 283 en 2020). En conséquence, « les rapports de l’IGPN montrent une augmentation du nombre de décès à l’occasion d’une mission de police (32 en 2020, contre 17 en 2018), ainsi qu’une multiplication par deux du recours au taser depuis le milieu des années 2010 »,.
L'article L. 435-1 du code de la sécurité intérieure précise qu'un agent de la police nationale, un gendarme ou un militaire peuvent faire usage de leur arme lorsque le refus d’obtempérer d’un automobiliste les menace physiquement. Ce droit est donc limité aux cas de légitime défense, jugée sur les critères d'absolue nécessité et de proportionnalité dans les droits français comme européen.
Le 27 juin 2023, un policier a ainsi fait usage de son arme sur un automobiliste de 17 ans nommé Nahel, après que ce dernier a refusé d'obtempérer. Par la suite, l'automobiliste a perdu la vie,.
Une vidéo publiée sur Twitter 2 heures après les faits montre le policier tenant en joue le conducteur après une course poursuite. L'émotion suscitée, mêlée d'un certain « emballement », fait déclarer par la presse parlée « [...], on entend - difficilement - le policier dire au conducteur « Tu vas te prendre une balle dans la tête » ». Le policier a ensuite tiré sur le jeune automobiliste au moment où la voiture a redémarré. Lors d'une conférence de presse tenue le jeudi 29 juin 2023, le procureur de Nanterre, Pascal Prache, a annoncé l’ouverture d’une information judiciaire pour homicide volontaire à l'encontre du policier, au motif que le parquet a considéré que « les conditions légales de l’usage des armes ne sont pas réunies ». En conséquence, la légitime défense a été exclue.

### Violences policières contre des journalistes
En 2020, la France fait partie des dix pays épinglés par la plateforme du Conseil de l'Europe pour la protection du journalisme.
Dans ce cadre, la Fédération européenne des journalistes demande le retrait de l'article 24 de la loi Sécurité globale qui interdit aux journalistes de diffuser des images des agents des forces de l'ordre en opération dans le but de porter atteinte à leur intégrité physique ou psychique et prévoit de lourdes peines contre les contrevenants.

### Reconnaissance de la violence policière illégitime par les autorités administratives et judiciaires
Une déclaration sur les violences policières illégitimes a été effectuée en Assemblée plénière de la Commission nationale consultative des droits de l’homme du 28 janvier 2020 publiée au Journal officiel de la République française,. Ce texte fait suite à un autre rapport de la même CNCDH du 8 novembre 2016 pour condamnation de l'État pour « faute lourde » le 24 juin 2015 par la Cour d'appel de Paris dans le cadre de contrôles d'identité abusifs discriminatoires, condamnation confirmée par la Cour de cassation du 9 novembre 2016. Le rapport de novembre 2016 estime que les contrôles d'identité abusifs et/ou discriminatoires décrits par les associations sont à l'origine de violences policières au sens large au cours de l'interaction entre la police et la population et deviennent en France un abcès de fixation,.
Le mercredi 28 octobre 2020, le Tribunal judiciaire de Paris a condamné l’État français pour « faute lourde » pour des violences policières, des contrôles d'identité injustifiés et des arrestations irrégulières de mineurs à Paris entre 2014 et 2016,.

### Contexte juridique
Les policiers français sont tenus de n'employer la force qu'à des fins légitimes ou pour faire exécuter des ordres légitimes et ce, proportionnellement au risque couru ou à la force qu'on leur oppose (voir notamment le code de déontologie de la Police nationale et de la Gendarmerie nationale, particulièrement l'article R.434-18 du code de la sécurité intérieure). Le ministre de l'Intérieur indique que le nombre de policiers et gendarmes sanctionnés pour usage disproportionné de la force s'élève à 101 et 111 agents en 2020 et en 2021,.
La loi sanctionne également le délit d'abus d'autorité par l'article L-432-4 du Code pénal.
Certains textes du code de procédure pénale sont également des remparts à la bavure policière. Aussi, les policiers peuvent être déclarés responsables pénalement d'infractions commises dans l'exercice de leurs fonctions. Les procureurs de la République sont chargés du contrôle des activités judiciaires des policiers.

### Contexte sociologique
Concernant majoritairement les personnes issues de l'immigration, les violences policières sont devenues un enjeu plus englobant après le mouvement des Gilets jaunes (qui frappe en 2018-2019 des citoyens peu habitués au contact avec le maintien de l'ordre), l'affaire Steve Maia Caniço (un fêtard mort noyé en 2019) et l'affaire Cédric Chouviat (un livreur mort d'une clé d'étranglement filmée en 2020).
La circonstance aggravante du racisme est introduite en 2017, mais il est souvent difficile de le prouver. Au travers d'un certain nombre d'études qui ont été faites, tant par des ONG militantes que par des institutions publiques, il est cinq fois plus probable d'être contrôlé en étant d'une origine perçue comme maghrébine ou africaine,.
Selon le site France Info, « en 2019, l'IGPN (Inspection générale de la police nationale) s'est vu confier 1 460 enquêtes, dont 868 pour violences volontaires. Un chiffre en augmentation de 41 % par rapport à 2018. Une hausse significative en partie due au mouvement des gilets jaunes ». « Une trentaine d'enquêtes étaient en cours en 2019 pour faits de racisme. Autre indication, fournie cette fois par le Défenseur des droits : 80 % de jeunes Noirs ou Arabes ont été contrôlés par la police entre 2012 et 2017. C'est beaucoup plus que pour le reste de la population (16 %) ».
L'anthropologue Didier Fassin restitue une enquête effectuée auprès d’une patrouille de la BAC entre 2005 et 2007. Cette étude exhaustive note qu'« au cours des récentes décennies, l’évolution générale des polices s’est faite, sur le plan international, vers la version dure de la force de l’ordre. Ou, plus exactement, cette version dure s’est imposée de manière presque systématique comme forme de gouvernement des populations les plus précaires et marginales, et notamment des milieux populaires et des minorités ethniques. Le déploiement d’une idéologie sécuritaire en a été un élément décisif, s’appuyant sur des discours attisant la peur pour justifier des politiques plus répressives, l’accroissement des effectifs policiers, le renforcement des dispositifs punitifs, indépendamment d’une aggravation objective de la délinquance et de la criminalité, et souvent même dans le contexte de leur diminution »,.
Nicolas Marion, chargé de recherche à l'Action et Recherche Culturelles fait l'hypothèse d'une origine de la violence dans une société néolibérale :« Le sociologue Loïc Wacquant avait formulé, sur base d’une analyse de la société américaine contemporaine, le modèle sociétal correspondant, l’appelant système « libéral-paternaliste » : un système qui exalte la liberté pour la main droite de l’État et du marché et exige un autoritarisme répressif sur tous ceux qui, en aval, affrontent les conséquences souvent terribles de ce même ordre néolibéral » […] « De ce point de vue, et envisagé depuis cette généalogie sociologique, le phénomène de la bavure ou des violences policières, aussi aléatoirement absurde qu’il puisse paraître, n’a rien d’un accident de l’institution policière. Il incarne plutôt la conséquence logique d’un système où la répression policière est devenue l’opérateur central d’une économie fondée sur l’apartheid social de ses sujets, discriminant brutalement ceux qui sont en position d’exploiter et ceux qui doivent demeurer dans l’échelle sociale de la subsistance, c’est-à-dire dans les conditions d’accepter leur exploitation ».

## Contrôle administratif

### Commission nationale de déontologie et de sécurité
La Commission nationale de déontologie de la sécurité (CNDS), présidée par Philippe Léger, veille, sur saisie citoyenne par le biais d'un parlementaire, au respect de la déontologie par les forces publiques et privées de sécurité.
Le nombre de plaintes dont s'est saisi la CNDS a subi une hausse constante dans la décennie 2000-2010. En 2009, dans 65 % des dossiers traités, on concluait à un ou plusieurs manquements à la déontologie. Selon Roger Beauvois, président de la commission en 2008, « ces faits répétitifs et récurrents donnent à penser que la réalité dépasse largement les affaires dont nous avons eu à connaître et que le contrôle strict est nécessaire dans un régime démocratique ».
| Année | Nombre de plaintes |
| ----- | ------------------ |
| 2006  | 140                |
| 2007  | 144                |
| 2008  | 152                |
| 2009  | 228                |
| 2010  | 185                |

Dans son rapport de 2008, la commission émettait deux rapports spéciaux relatant le manque de considération de ses recommandations par les autorités. Des inquiétudes furent également soulevées vis-à-vis le projet de loi sénatorial du 9 septembre 2009 visant à la disparition de la commission pour la remplacer par une autre organisme nommé le Défenseur des droits. Cette proposition fut décriée par les fonctionnaires pour plusieurs raisons, dont :
- la nouvelle possibilité des autorités de s'interposer à la venue du Défenseur des droits pour des motifs tenant aux « exigences de la défense nationale ou de la sécurité publique ou dans des cas de circonstances exceptionnelles » ;
- l'impossibilité d'investigation sur les irrégularités présumées à la frontière en raison de l'impossibilité de prévenir les victimes et d'obtenir leur accord puisque, entre-temps, elles auront été expulsées ;
- le pouvoir arbitraire de la nouvelle organisation de refuser d'entendre une requête sans avoir à motiver sa décision ;
- la possibilité de s'opposer à l'obtention de preuves par le Défenseur des droits pour des raisons de secret de l'enquête ou de l'instruction (dans la loi fondatrice du CNDS, seule l'autorité judiciaire peut s'y opposer).

L'augmentation des cas de blessures graves à la suite des tirs d'armes à létalité atténuée par les policiers a poussé la Direction centrale de la sécurité publique (DCSP) à leur rappeler les règles à suivre lors de l'usage de ces appareils. Ainsi l'Inspection générale des services (IGS) a jugé que le non-respect de celles-ci a fait perdre un œil à un homme de 34 ans le 8 juillet 2009.

### Défenseur des droits
Sur la décennie 2010-2020, le nombre de réclamations pour manquement à la déontologie des forces de sécurité auprès du Défenseur des droits, qui a remplacé la CNDS au 1er mai 2011, a continué d'augmenter[source insuffisante]. En 2018, ces réclamations concernent pour 13 % du personnel de la gendarmerie, pour 56,3 % des policiers, pour 18,9 % des agents de l’Administration pénitentiaire.
| Année | Nombre de réclamations |
| ----- | ---------------------- |
| 2011  | 363                    |
| 2012  | 485                    |
| 2013  | 571                    |
| 2014  | 702                    |
| 2015  | 910                    |
| 2016  | 1225                   |
| 2017  | 1228                   |
| 2018  | 1520                   |

En juin 2020, le Défenseur des droits, saisi d'une affaire de violences policières à Paris, dénonce une discrimination systémique, « harcèlement discriminatoire […] cumul des pratiques et stéréotypes qui visent des groupes de personnes dans leur globalité »,, tout en indiquant « mais ça ne veut pas dire que systématiquement, la police discrimine » et en appelant à une traçabilité des contrôles d'identité, pour limiter les contrôles au faciès qui sont, selon l'institution, une réalité sociologique.

## Statistiques
Pendant longtemps, il n’existe pas en France de statistiques ou de données générales officielles concernant les violences policières, contrairement aux violences contre les forces de l'ordre, qui sont elles recensées. Toutefois, à partir de 2017, au nom de la transparence et d’une plus grande objectivité dans la production et l’analyse des données, l’IGPN utilise un outil institutionnel de recensement des particuliers blessés ou tués à l’occasion de missions de police.

### Recensement de l'inspection générale de la police nationale
Depuis 2017, l'inspection générale de la police nationale (IGPN) réalise un recensement des particuliers blessés ou décédés (RBD) à l’occasion de missions de police :
| Année | Nombre de décès | Nombre de blessés |
| ----- | --------------- | ----------------- |
| 2017  | 14              | une centaine      |
| 2018  | 15              | 106               |
| 2019  | 19              | 117               |
| 2020  | 32              | 78                |
| 2021  | 37              | 79                |
| 2022  | 38              | 66                |

Ce recensement ne doit toutefois pas être strictement considéré comme un recensement des bavures, il prend par exemple en compte les décès de Chérif Chekatt auteur d'un attentat à Strasbourg ou encore celui de Mickaël Harpon, auteur d'un attentat à la préfecture de police de Paris. Il inclut également les suicides provoqués par l'intervention des forces de l'ordre, ainsi, comme l'indique le rapport de l'IGPN de 2018, ce recensement : « n'a donc pas vocation à spéculer sur la légitimité des actions ayant pu conduire à ces blessures ou à ces décès ».
En 2019, l'IGPN a été chargée de 1 460 enquêtes judiciaires (soit une hausse de 23,7 % par rapport à 2018), dont 868 portant sur des violences volontaires : il s'agit d'abord d’interventions lors de manifestations, ensuite d'opérations de contrôles, enfin de soupçons de violences sur personnes retenues. Les blessures ou décès surviennent d'abord lors d'opérations de maintien de l'ordre, et de façon moins importante lors des opérations de police. Selon l'IGPN, « l’arme la plus génératrice de dommages est sans conteste le lanceur de balle de défense (LBD) ».
La même année, l'Inspection générale de la gendarmerie nationale n'a été chargée que de 100 enquêtes judiciaires dont 31 portaient sur des violences volontaires.

### Recensements non officiels
L'Observatoire des libertés publiques, rattaché à l’association ligue des droits de l’homme, dans son bulletin mensuel Que fait la police ?, recense une moyenne de 10 à 15 morts par an à la suite d'opérations de police, soit en quarante ans entre 500 et 1 000 morts, directement ou indirectement, à la suite d’une opération de police. Le profil type du décédé est « un jeune homme des quartiers populaires, d’origine maghrébine ou d’Afrique noire ».
Le rapport de 2016 de l'Action des chrétiens pour l'abolition de la torture, intitulé L'ordre et la force, recense 89 cas de violences policières en France entre 2005 et 2015, dont 26 mortels.
Une enquête de StreetPress menée en 2017 recense 47 morts durant la période 2007-2017 à la suite d'une intervention policière.
Depuis le 4 décembre 2018, le journaliste et écrivain David Dufresne recense sur les réseaux sociaux, ainsi que sur Mediapart, les violences policières commises durant les manifestations en France, et particulièrement lors des « actes » des Gilets jaunes,.
Basta! recense 746 morts à la suite d’interventions policières ou du fait d’un agent des forces de l’ordre sur une période de 43 ans allant de janvier 1977 jusqu'à décembre 2020.

### Procédures de justice et condamnations
Le rapport de 2016 de l'Action des chrétiens pour l'abolition de la torture, intitulé L'ordre et la force, recense 89 cas de violences policières en France entre 2005 et 2015, dont 26 mortels (29%); sur ces cas, 7 ont donné lieu à des condamnations, soit un peu plus d'un quart.
Selon l'enquête de StreetPress, menée en 2017 sur 47 morts durant la période 2007-2017 à la suite d'une intervention policière :
- plus d’un tiers des procédures (16 sur 47) ont abouti à un classement sans suite, un non-lieu ou un acquittement des fonctionnaires ;
- l’essentiel des dossiers, 28, sont encore en cours en 2017 ;
- 3 condamnations ont donné lieu à des peines de prison assorties de sursis ;
- aucune condamnation n'a donné lieu à une peine de prison ferme.

En mai 2020, trois CRS sont jugés pour violences volontaires sur un jeune réfugié afghan à Marseille quelques semaines plus tôt. Les agents sont condamnés à respectivement quatre ans de prison ferme, dix-huit mois et un an avec sursis.

## Causes
D'après Amnesty International, les facteurs principaux soulignés comme causes des violences sont :
- Un usage disproportionné et illégal de la force nécessitant la mise en place de dialogues et de techniques de désescalade, l'usage de la force en dernier recours. « Nous demandons aussi la suspension de la technique dite du plaquage ventral, et des armes, comme le lanceur de balle de défense (LBD-40) et l’interdiction des grenades de désencerclement »[88].
- Les contrôles d'identité discriminatoires. « L'opacité des pratiques de contrôles d'identité est également un facteur aggravant du risque de discriminations et d'impunité »[88], conduisant au délit de faciès.
- L'impunité policière nécessitant la création d'un organe indépendant chargé d'enquêter sur les plaintes déposées contre les agents de la force publique pour restaurer la confiance entre la police et la population.

Selon des journalistes de Libération, « les raisons de l'accumulation dans les années 2000 d'affaires de violences policières sont à rechercher dans l'insuffisance de la formation, le déni du racisme systémique par l'institution judiciaire, l'utilisation massive d'armes dangereuses, la non indépendance de l'IGPN, et la pression syndicale ».
Selon Mathieu Rigouste, auteur de La Domination policière, une violence industrielle, publié en 2012 aux éditions de La Fabrique, qui analyse l’histoire des pratiques policières dans certains quartiers populaires découlant de logiques politiques, économiques et médiatiques depuis les années 1970, il existerait un système de ségrégation de type colonial dans le paysage néolibéral français, avec un mythe des quartiers difficiles peuplés d’irréductibles « sauvages » qu’il faudrait maîtriser à l’aide de techniques issues des guerres coloniales et anti-terroristes. De ce fait, la violence policière et le harcèlement continu de ces populations provoqueraient des réactions plus ou moins violentes qui permettraient aux médias d’entretenir une image négative et aux institutions publiques de faire usage de la force en améliorant sans cesse des dispositifs en relation avec un marché économique international de la coercition.

## Actions civiques contre les violences policières

### Critiques des associations nationales et internationales
Dans la lignée des dénonciations de pratiques policières jugées dangereuses (notamment le plaquage ventral),,, une campagne « Police, personne ne bouge » est lancée en 2008 par plusieurs associations réclamant la suspension de la clef d'étranglement qui a causé la mort de plusieurs personnes. Elle aurait entraîné la mort de Hakim Ajimi tué par la police à Grasse en mai 2008, et est la cause de celle de Lamine Dieng à Paris en juin 2007,. Elle a provoqué la mort d'Amadou Koumé le 6 mars 2015 à Paris arrêté parce qu'il tenait des propos incohérents.
La police nationale et la gendarmerie françaises font l'objet de critiques du groupe international Amnesty International. Cette dernière organisation a publié en 2009 un rapport intitulé France. Des policiers au-dessus des lois. Elle y condamne le manque de recours des citoyens contre les policiers et des méthodes peu efficaces de rectification des torts, notamment l'absence d'enquêtes indépendantes lors d'une plainte envers un policier. L'usage répressif de la force en absence d'infraction est également dénoncé par certaines victimes.
Des militants d'extrême gauche, dont Maurice Rajsfus et Pierre Tevanian, parlent d'un racisme policier. Maurice Rajsfus a été l'un des fondateurs l'Observatoire des libertés publiques, qui relève dans son bulletin mensuel Que fait la police ?, ce qui constituerait, selon lui, des bavures policières.
En mars 2016, l'Action des chrétiens pour l'abolition de la torture publie un rapport intitulé L'ordre et la force à propos de l'usage de la force par la police et la gendarmerie française, qui dresse un état des lieux des violences policières en France entre 2005 et 2015. L’ONG évoque un risque d’impunité à la suite du faible nombre de condamnations, alimenté par un corporatisme qui pousserait, par exemple, des policiers ou des gendarmes à dissuader des individus de déposer plainte, ou à se rendre coupable de déclarations mensongères pour protéger leurs pairs.
Dans le cadre de la gestion du mouvement des Gilets jaunes, des experts de l'ONU dénoncent des restrictions graves aux droits des manifestants : « Depuis le début du mouvement de contestation en novembre 2018, nous avons reçu des allégations graves d’usage excessif de la force. Plus de 1 700 personnes auraient été blessées à la suite des manifestations dans tout le pays » […] « Les restrictions imposées aux droits ont également entraîné un nombre élevé d'interpellations et de gardes à vue, des fouilles et confiscations de matériel de manifestants, ainsi que des blessures graves causées par un usage disproportionné d’armes dites « non-létales » telles que les grenades et les lanceurs de balles de défense ou « flashballs » ». La Commissaire aux droits de l’homme du Conseil de l’Europe rappelle que la tâche première des membres des forces de l’ordre « consiste à protéger les citoyens et leurs droits de l’homme ». Or, elle estime que le nombre et la gravité des blessures infligées aux manifestants « mettent en question la compatibilité des méthodes employées dans les opérations de maintien de l’ordre avec le respect de ces droits ». Dans un rapport de l'ACAT, association française membre de la CNCDH auprès du Premier ministre: « Les transformations récentes des pratiques de maintien de l’ordre et, plus récemment, les manifestations des Gilets jaunes, ont mis en lumière certaines limites des pratiques du maintien de l’ordre en France. La violence déployée à ces occasions, en particulier l’emploi massif d’armes de force intermédiaire, a attiré l’attention de plusieurs instances de promotion et de protection des droits fondamentaux».

### Événements dédiés à la violence policière
En France, plusieurs rassemblements de citoyens, sous forme de marches ou de manifestations ont été organisés, le plus souvent à l'initiative des familles de victimes, dans le but de dénoncer la violence policière :
| Date                   | Lieu                                                                            | Nombre de participants                        | Motivations ou intitulé de l'événement |
| ---------------------- | ------------------------------------------------------------------------------- | --------------------------------------------- | --- |
| 5 décembre 2020        | toute la France (90 points de rassemblement)                                    | 52 350                                        | Marche des libertés manifestation contre la proposition de loi « sécurité globale »                                                                               |
| 28 novembre 2020       | Paris, Bordeaux, Lyon, Strasbourg, Marseille, Grenoble, Clermont-Ferrand, Caen… | 133 000 à 550 000                             | Marche des Libertés manifestation contre la proposition de loi « sécurité globale »                                                                               |
| 17 et 21 novembre 2020 | toute la France                                                                 | 22 000                                        | Rassemblements à l'initiative de Mediapart pour la défense du droit d'informer sur les violences policières, et contre la proposition de loi « sécurité globale » |
| 6 juin 2020            | Bordeaux, Lille Lyon, Marseille, Nantes, Nice, Paris, Rouen                     | 23 300 à 70 000                               | Protestation contre le racisme et les violences policières en France,                                                                                             |
| 2 juin 2020            | Paris, Lille                                                                    | 20 000 ou 40 000 à Paris 2000 ou 4000 à Lille | marche en hommage à Adama Traoré. |
| 12 janvier 2020        | Levallois                                                                       | 500                                           | marche blanche en hommage à Cédric Chouviat. |
| 15 septembre 2019      | Marseille                                                                       | 500                                           | marche silencieuse en hommage à Zineb Redouane. |
| 31 août 2019           | Genève, devant le siège européen de l'ONU                                       | plusieurs centaines                           | protester contre les violences policières en France. |
| 3 et 4 août 2019       | Nantes, Rouen, Le Havre                                                         | 1700 à Nantes 400 à Rouen 200 au Havre        | marche pour Steve,. |
| 20 juillet 2019        | Beaumont-sur-Oise                                                               | 1 millier                                     | troisième marche pour Adama Traoré. |
| 20 février 2019        | Genève, devant le siège européen de l'ONU                                       | 1 millier                                     | protester contre les violences policières en France. |
| 2 février 2019         | Paris                                                                           | 13800                                         | Acte XII des gilets jaunes, dédié à la violence policière. |
| 21 juillet 2018        | Beaumont-sur-Oise                                                               | 800 à 1500                                    | deuxième marche pour Adama Traoré,. |
| 22 juillet 2017        | Beaumont-sur-Oise                                                               | 1 millier                                     | première marche pour Adama Traoré. |
| 19 mars 2017           | Paris                                                                           | 7 000 à 7 500                                 | marche contre les violences policières. |

### Application pour filmer la police «Urgence Violences Policières»
Lancée le 10 mars 2020 et développée par l'Observatoire national des pratiques et des violences policières (ONVP) qui regroupe plusieurs familles de victimes de violences policières, il s’agit d’une application de surveillance citoyenne permettant de filmer en direct les interventions des forces de l'ordre et d'envoyer les images à l'association de familles de victimes. Les vidéos sont géolocalisées et conservées sur un serveur afin de pouvoir être transmises à la justice.

### Lanceurs d’alertes et infiltrés
À la suite des affaires George Floyd et Jacob Blake aux États-Unis, ayant eu un retentissement et une prise de conscience mondiale de l’existence du racisme dans la police, des témoignages avérés évoquent des faits de violence policière.

#### Témoignage du brigadier-chef Amar Benmohamed
Depuis 2017, il est témoin de propos et injures racistes, de cas de maltraitance, de privations de droits et de faits de vols qu’il impute à plusieurs de ses collègues. Il dénonce ces mauvais traitements systématiques de quelques collègues policiers contre des personnes déférées au dépôt du tribunal de Paris. À la suite de l'inaction de toute sa chaîne hiérarchique et de l'IGPN, face aux vexations et sanctions dont il fait l’objet depuis 2018, il décide fin juillet 2020 de prendre la parole devant la presse.

#### Témoignage de Noam Anouar
Dans un livre intitulé La France doit savoir paru en 2019, ce brigadier de police dénonce principalement le racisme dans la police, dont il se dit lui-même victime. Il commente fréquemment dans les médias les violences policières, l'IGPN, et les lacunes du maintien de l'ordre lors des manifestations des Gilets jaunes, ce qui lui vaudra une suspension.

#### Témoignage du journaliste Valentin Gendrot
Valentin Gendrot travaille pendant deux années comme adjoint de sécurité et relate son expérience dans le livre Flic, paru le 3 septembre 2020, dans lequel il relate des « tabassages » commis par des policiers du 19e arrondissement parisien,.

### Critiques dans les médias
À partir de la loi Macron de 2015, la récurrence des violences policières documentées lors des contestations sociales amène l'association française loi de 1901 Acrimed (acronyme d'« Action critique Médias »), à tenir une rubrique dédiée aux conséquences de la proximité et de la dépendance des journalistes vis-à-vis de leurs sources policières. Cette proximité invite le journalisme de préfecture dans le traitement des violences policières,.
Depuis le 4 décembre 2018, le journaliste et écrivain David Dufresne recense sur les réseaux sociaux, ainsi que sur Mediapart, les violences policières commises durant les manifestations en France, et particulièrement lors des « actes » des Gilets jaunes,.
Basta! recense 746 morts à la suite d’interventions policières ou du fait d’un agent des forces de l’ordre sur une période de 43 ans allant de janvier 1977 jusqu'à décembre 2020.
En septembre 2020, La Revue dessinée et Mediapart publient conjointement un livre d'enquêtes et d'entretiens sur les violences policières, en France et ailleurs, sous le titre Ne parlez pas de violences policières.
Dans son ouvrage Qu’ils se servent de leurs armes, paru en 2020, le sociologue Jean-Louis Sirioux résume le traitement médiatique des Gilets Jaunes en trois caractéristiques : pour tenter de les occulter, minimiser, relativiser et légitimer, les violences des dominants sont euphémisées ; pour tenter de les dramatiser et les disqualifier, les violences des dominés sont hyperbolisées ; pour tenter de les dépolitiser, de leur donner des caractères individuels isolés plutôt que structurels et sociaux, les articles traitants des violences policières sont placés par la direction de la rédaction dans la rubrique des faits divers.

## Réponses de l'État

### Déclarations politiques récusant ou minimisant
Le 7 mars 2019, le président Macron déclare « Ne parlez pas de répression ou de violences policières, ces mots sont inacceptables dans un État de droit. ».
Le président de la République, en janvier 2020, indique souhaiter améliorer la déontologie et le contrôle de l’action des forces de l’ordre. Tout en récusant le terme de « violences policières », l'exécutif rappelle alors les forces de l’ordre à une « exemplarité » comme à un usage « proportionné et maîtrisé » de la force,.
En janvier 2020, dans un entretien accordé à l'Opinion, Éric Morvan, directeur général de la police nationale, réfute le terme et préfère celui de « violences de policiers », une nuance qui selon Le Monde « individualise l’erreur, fait peser la responsabilité sur les seuls fonctionnaires et jette un voile pudique sur les raisons systémiques de ces agissements »,.
Le ministre de l'Intérieur, interrogé au Sénat en juin 2020 sur la thématique des violences policières, appelle à ce que « chaque faute [commise par un membre des forces de l’ordre] chaque accès, chaque mot, y compris des expressions racistes, fasse l’objet d’une enquête […], d’une sanction ».
Christian Jacob, président des Républicains déclare le 7 juin 2020 sur Europe 1 : « Des violences policières en France ça n'existe pas, (en revanche) on a vu des violences de manifestants".
Le 28 juillet 2020, Gérald Darmanin, ministre de l'Intérieur déclare devant la Commission des Lois de l'Assemblée nationale : « Quand j’entends le mot "violences policières" personnellement je m’étouffe. ». Ce vocabulaire, rappelant les derniers mots de Cédric Chouviat, décédé lors d'une intervention policière, provoque un scandale.

### Propositions de lois pour restreindre la diffusion d’images de policiers
Le 3 décembre 2019, dans le cadre des débats de la « loi Avia », le sénateur Jean-Pierre Grand dépose un amendement visant à sanctionner d’une amende de 15 000 euros la diffusion, par quelque moyen que ce soit et quel qu'en soit le support, de l'image des fonctionnaires de la police nationale, de militaires ou d'agents des douanes dans l'exercice de leur activité.
Le 26 mai 2020, le député Eric Ciotti propose, avec le soutien de trente autres parlementaires Les Républicains et celui du syndicat de police Alliance, une loi similaire visant à sanctionner d’une amende pouvant aller jusqu'à 15 000 euros et d’un an de prison la diffusion, par quelque moyen que ce soit et quel qu'en soit le support, de l'image des fonctionnaires de la police nationale, de militaires, de policiers municipaux ou d'agents des douanes dans l'exercice de leur activité.
Le 10 septembre 2020, le ministre de l’Intérieur annonce sa volonté d’interdire aux télévisions et aux réseaux sociaux de diffuser, sans les flouter, « des images montrant les visages » des policiers en opération,. Il s'agira du très médiatisé article 24 de la proposition de loi relative à la sécurité globale, adoptée en première lecture à l'Assemblée nationale le 24 novembre 2020 malgré la controverse.

### Réponses des forces de l'ordre
« Frapper un manifestant tombé à terre, c'est se frapper soi-même en apparaissant sous un jour qui atteint toute la fonction policière », affirmait le préfet de police Maurice Grimaud en 1968.
Chez les représentants des forces de l'ordre interrogés par les médias au sujet des violences commises durant le mouvement des Gilets jaunes, le défaut d'encadrement et de formation est souvent pointé comme un facteur ayant causé des blessures par tir de LBD.
Un gradé de la gendarmerie mobile affirme par exemple : « Dans mon peloton, celui qui tire de sa propre initiative, il prend déjà un grand coup derrière les oreilles. Le maintien de l'ordre, c'est pas du ball-trap, c'est un truc de pros. On apprend à tenir à distance, à avoir un usage proportionné et gradué de la force… On n'enverrait pas le service des essences faire la guerre, alors pourquoi déployer des mecs pas formés sur les gilets jaunes ? ».
Un retraité de l'IGPN confie également au journal La Croix : « Ce que j'ai observé, c'est que dans beaucoup d'affaires, il y avait une faute de management. Derrière les violences, il y a souvent des gars envoyés au casse-pipe, en sous-effectif et avec des ordres pas clairs. Pour moi, c'est avant tout ce qui s'est passé l'année dernière ».

### Menaces contre la ligue des droits de l'homme
Le ministre de l'Intérieur Gérard Darmanin a dénoncé l'association de la Ligue des droits de l'Homme devant le Sénat puis, interpellé par le sénateur Les Républicains François Bonhomme quant à la légitimité des subventions données par l'État aux associations qui le mettent en cause, il a menacé de retirer à l'association ses subventions. Le ministre a accusé l'association d'avoir appelé à manifester contre les méga-bassines à Sainte-Soline alors que ces manifestations étaient interdites, d'avoir attaqué en justice un arrêté préfectoral interdisant le transport d'armes, et d'avoir accusé les forces de police d'avoir refusé l'accès au SAMU,.
Le président de l'association a répondu au ministre, en rappelant notamment que l'appel à manifester était issu de deux de ses sections et avait été lancé avant l'interdiction par la préfecture, et que l'arrêté préfectoral attaqué interdit comme « armes par destination » tout ce qui peut être lancé, ce qui contrevient la jurisprudence du Conseil constitutionnel,. Le président a aussi rappelé que le seul moment de l'histoire où l'action de son association avait été contestée par l'État était durant le régime de Vichy. L'association a reçu à cette occasion le soutien de la Fédération internationale des droits humains, SOS Racisme et Amnesty international.

## Comparaison avec l'Allemagne
La France est critiquée par Amnesty international et n'obtient pas les mêmes résultats que l'Allemagne notamment pour la gestion des manifestations.
Plusieurs éléments participent à cette différence : la France a choisi de restreindre les compagnies républicaines de sécurité et de les remplacer par des unités éparses dotées de matériels moins bien adaptés à la gestion des manifestations, là où l'Allemagne n'a pas subi d'économies budgétaires.
Les deux pays diffèrent également sur d'autres sujets comme leur organisation ou l'affiliation à des pensées de groupe ou autres idées politiques.
Le chercheur politologue Fabien Jobard signale qu'« aucun pays en Europe n'a vu ses forces de police mutiler autant de gens en si peu de temps ». La chercheuse sociologue Andrea Kretschmann y voit une conséquence que la police française est équipée d'armes quasi-militaires telles que le LBD et d'autres projectiles faits pour intervenir à distance là où la police allemande agit à distance rapprochée, avec lorsqu'elle intervient des matraques, des bombes au poivre et des canons à eau qui engendrent moins de blessures qu'en France. Elle constate aussi que la police allemande s'entraîne aux techniques de désescalade là où la police française s'entraîne aux pires cas associés à de grands dangers plutôt que l'exercice du droit fondamental de réunion. Elle indique aussi qu'en Allemagne, d'autres problèmes existent tels que des textes de lois modifiés pour permettre des arrestations avant les manifestations. 

## Affaires notables
Les affaires ne sont pas toutes reconnues comme des cas avérés d'abus policiers et sanctionnés comme tels.
Voir également la palette : Violence policière en France

### Victimes multiples lors de manifestations

#### XXesiècle
Lors de la crise du 6 février 1934, la répression des émeutiers à Paris fait au minimum 15 morts (dont 14 parmi les manifestants) et près de deux mille blessés avec des blessures moindres.
Le 8 mai 1945 à Sétif, lors d'une manifestation interdite organisée par le parti indépendantiste Parti du peuple algérien, un policier tire sur Bouzid Saâl, jeune scout musulman tenant un drapeau de l'Algérie et le tue, ce qui déclenche plusieurs émeutes et actions meurtrières des manifestants, avant que l'armée n'intervienne. Cet événement sera l'élément déclencheur des massacres de Sétif, Guelma et Kherrata.
Le 14 juillet 1953, lors de la manifestation du 14 juillet, la police tire sur un cortège du Mouvement pour le triomphe des libertés démocratiques faisant sept morts.
En décembre 1958, entre 6 000 et 7 000 manifestants étudiants du Quartier latin qui voulaient marcher en direction du palais Bourbon sont stoppés par des gardiens de la paix au carrefour des boulevards Saint-Michel et Saint-Germain. Peu après, l'Assemblée nationale vote à l'unanimité un vœu condamnant des violences policières.
Les 2 et 3 avril 1961, à Paris, la ratonnade de la Goutte d'Or par les harkis de la force de police auxiliaire fait 150 blessés graves[réf. nécessaire]. Le 17 octobre 1961 à Paris, en période d'attentats, une manifestation pacifique organisée clandestinement par le FLN est violemment réprimée. Le bilan du 17 octobre 1961 est estimé entre 32 et plus de 300 morts. Le 8 février 1962, lors de l'affaire de la station de métro Charonne à Paris une manifestation pacifiste interdite en raison de l'état d'urgence décrété en avril 1961 après le putsch d'Alger, organisée par la CGT et le Parti communiste français, est réprimée. Le bilan est de 9 morts.
Du 27 au 29 mai 1967 ont lieu les émeutes de mai 1967 en Guadeloupe.
Le 4 mars 1976, des affrontements ont lieu lors d'une manifestation de vignerons à Montredon-des-Corbières, près de Narbonne (Aude). Le commandant des CRS, Joël Le Goff, est tué de trois balles, les vignerons étant armés de fusils de chasse. Les CRS répliquent et tuent un des leurs, Émile Pouytès,.
Le 4 mai 1988, entre les deux tours de l'élection présidentielle, un assaut est donné dans la grotte d'Ouvéa en Nouvelle-Calédonie où étaient séquestrés des gendarmes après une attaque mortelle contre une gendarmerie. Certains preneurs d'otages auraient été tués sommairement. Une loi d'amnistie votée par la suite couvre ces faits[réf. nécessaire].

#### XXIesiècle

##### Mouvement des Gilets jaunes
Des violences en France surviennent lors du mouvement des Gilets jaunes. En particulier, des manifestants perdent un œil ou une main à la suite de tirs de balles de défense (Flash-Ball) et de grenades de désencerclement,,, tandis que des journalistes sont également atteints par des balles de défense et arrêtés sur les lieux des événements. Les cas de Jérôme Rodrigues, un des meneurs du mouvement, et de Geneviève Legay, présidente d'Attac pour les Alpes-Maritimes, sont particulièrement médiatisés,. Le journaliste David Dufresne dénombre, au 5 juillet 2019, 1 décès, 314 blessures à la tête, 24 éborgnés et 6 mains arrachées,. Amnesty International, l'ONU et la Haut Commissaire aux droits de l'homme du Conseil de l'Europe s'inquiètent d’un « usage excessif de la force » contre les Gilets jaunes.
Le 2 novembre 2019, 18 médecins et chercheurs français publient un article intitulé « Blessures oculaires causées par des armes non-létales en France » dans la revue scientifique médicale britannique The Lancet. L'article recense vingt-cinq cas de blessures oculaires en 2018 et quinze sur la période de l'étude de 2019, alors qu'il n'y avait que deux cas en 2016 et un cas en 2017,.
Fin 2019, le commissaire divisionnaire David Le Bars, secrétaire général du Syndicat des commissaires de la police nationale (SCPN), publie le livre La Haine dans les yeux chez Albin Michel. Il appelle notamment la classe politique à ne pas transformer les forces de l'ordre en bouc-émissaire. Au sujet des violences policières, notant que les agents s'étant défoulés sur des manifestants doivent « évidemment rendre des comptes », il critique cependant les participants au mouvement de protestation venus pour faire usage de la violence, notamment les Black blocs (jets de cocktails Molotov, tirs de billes d'acier ou de poches d'urines) et rappelle que, face à cela, « les policiers et les gendarmes sont autorisés légalement à recourir à la force » et devraient être soutenus par leur hiérarchie ayant donné l'ordre à leur unité de réagir.

## Morts citées en lien avec des violences policières reconnues ou non par la justice
- Si vous ne connaissez pas le sujet, laissez ce bandeau (vous pouvez alors contacter les auteurs).
- Si vous supprimez le contenu mis en cause (vous pouvez préalablement contacter les auteurs),

argumentez précisément cette suppression dans la page de discussion
(un manque de référence n'est pas un argument ; une recherche réelle de référence doit avoir été effectuée, être formellement documentée).
Cette liste est non exhaustive.
| Date du décès                         | Lieu du décès                                  | Victime                          | Cause de la mort | Suites judiciaires | Violence policière reconnue par la justice | Circonstances |
| ------------------------------------- | ---------------------------------------------- | -------------------------------- | --- | --- | --- | --- |
| 17 avril 1950                         | Brest                                          | Édouard Mazé                     | tir | Non-lieu | non | Édouard Mazé, ouvrier et militant CGT, est tué d’une balle en pleine tête lors d'une manifestation à Brest. L'enquête lancée à la suite de ce drame - au cours duquel un autre militant, Pierre Cauzien, est grièvement blessé - a abouti à un non-lieu. |
| 10 juin 1968                          | Flins-sur-Seine                                | Gilles Tautin                    | Noyade | inconnu | | Gilles Tautin se noie dans la Seine alors qu'il est poursuivi par la police ou poussé par celle-ci selon les versions. |
| 15 décembre 1968                      | Chambéry                                       | Jean-Pierre Thévenin             | | Non-lieu rendu le 25 février 1971, confirmé le 19 janvier 1972 | non | Jean-Pierre Thévenin, ouvrier soudeur, est retrouvé mort dans une cellule du commissariat. |
| 10 juillet 1976                       | Saint-Denis (Seine-Saint-Denis)                | Gilles Olivier                   | tir | Ouverture d'une information judiciaire le 13 juillet 1976 par le parquet de Bobigny pour homicide involontaire ; les parents de la victime, portent plainte pour homicide volontaire et non-assistance à personne en danger. Suite non documentée. | ? | Dans la nuit du 9 au 10 juillet 1976, des policiers du commissariat de Saint-Denis poursuivent un groupe de jeunes gens qui auraient « attaqué » un autobus de la RATP. Le jeune Gilles Olivier, 17 ans et demi, est touché dans sa fuite. La balle aurait ricoché avant de le toucher. Le policier ne cherche pas à savoir si son coup à fait mouche. Le corps n'est retrouvé que le lendemain sans vie. |
| 18 octobre 1980                       | Marseille                                      | Lahouri Ben Mohamed              | tir | Le 25 septembre 1987 la cour d'assises d'Aix-en-Provence condamne le CRS à dix mois de prison, dont quatre avec sursis. | oui | Lahouari Ben Mohamed, 17 ans, est abattu d'une balle dans la tête par un CRS lors d'un contrôle de routine, celui-ci est condamné le 25 septembre 1987 par la cour d'assises d'Aix-en-Provence à dix mois de prison, dont quatre avec sursis. |
| 10 juin 1982                          | Paris                                          | Bruno Zerbib                     | tir | Le policier est condamné à deux ans de prison, dont neuf mois ferme couverts par la détention provisoire. | oui | Bruno Zerbib est tué par un policier pour avoir prétendument voulu lui voler son scooter,. |
| 4 juillet 1986                        | Paris                                          | Loïc Lefèvre                     | tir | le CRS Gilles Burgos est condamné pour coups mortels à cinq ans d'emprisonnement dont trois avec sursis. | oui | Dans la nuit du 4 au 5 juillet 1986, rue de Mogador, dans le quartier de la Chaussée-d'Antin à Paris, le CRS Gilles Burgos, 30 ans, tue de deux balles de calibre 5,56 mm Loïc Lefèvre, 27 ans, qui s'était enfui à pied pour échapper à un contrôle d'identité car il conduisait sans permis. |
| 6 décembre 1986                       | Paris                                          | Malik Oussekine                  | coup de matraque | Les deux policiers sont condamnés à des peines de deux et cinq ans de prison avec sursis pour « coups et blessures ayant entraîné la mort sans intention de la donner ». | oui | Malik Oussekine décède après avoir été frappé par deux voltigeurs, du peloton de voltigeurs motoportés, après une manifestation étudiante contre le projet de réforme universitaire Devaquet. |
| 1er février 1988                      | Marseille                                      | Christian Dovéro                 | tir | Jean-Pierre Aveline, le policier est condamné à deux ans de prison avec sursis. | oui | Christian Dovéro est abattu d'une balle de .357 Magnum dans la tête par un policier, ce qui donnera lieu à l'affaire Aveline, du nom du policier ayant tiré. |
| 25 mai 1991                           | Mantes-la-Jolie                                | Aïssa lhich                      | Crise d'asthme | En 2001, les deux policiers mis en cause sont condamnés à huit mois de prison avec sursis pour « violences avec arme par personnes dépositaires de l’autorité publique dans l’exercice de leurs fonctions ». | oui | Après une semaine d'émeutes dans la cité du Val Fourré à Mantes-la-Jolie, des jeunes saccagent un centre commercial. Cinq d'entre eux sont interpellés et placés en garde à vue, dont Aissa Ihich, 19 ans, qui meurt d'une crise d'asthme au commissariat de Mantes-la-Jolie. |
| 6 avril 1993                          | Paris                                          | Makomé M'Bowolé                  | tir | L'inspecteur Pascal Compain est jugé trois ans plus tard, le procureur requiert dix ans minimum pour meurtre, les jurés d'assise le condamnent à huit ans pour blessure ayant entraîné la mort sans l'intention de la donner. | oui | Makomé M'Bowolé, Zaïrois de 17 ans, est abattu d'une balle dans l'œil tirée à bout touchant pendant sa garde à vue pour vol de cigarettes à Paris. L'affaire déclenche des pillages et des émeutes pendant une semaine entre jeunes et policiers. L'inspecteur Pascal Compain est jugé trois ans plus tard, le procureur requiert dix ans minimum pour meurtre, les jurés d'assise le condamnent à huit ans pour blessure ayant entraîné la mort sans l'intention de la donner. La sentence bien qu'étant alors la plus longue jamais donnée à un policier est condamnée par les associations antiracistes et la famille comme une parodie de justice. Le policier devait être libéré l'année suivante du fait du temps déjà passé en préventive. L'affaire inspirera le film La Haine à son réalisateur Mathieu Kassovitz. |
| 17 décembre 1997                      | Dammarie-les-Lys                               | Abdelkader Bouziane              | tir | Après quatre ans de procédures judiciaires; la chambre d'accusation prend une décision de non-lieu | non | |
| 18 décembre 1997                      | Lyon                                           | Fabrice Fernandez                | tir | Le policier Jean Carvalho tue d'une balle dans la tête Fabrice Fernandez pendant son interrogatoire en manipulant un fusil à pompe. Pour ces faits, il est condamné en décembre 1999 à douze ans de prison. | oui | Dans le quartier de La Duchère, la police arrête trois hommes à la suite d'une altercation, dont l'un porteur d'un fusil à pompe. Au commissariat du 9earrondissement de Lyon, le policier Jean Carvalho tue d'une balle dans la tête Fabrice Fernandez pendant son interrogatoire en manipulant le fusil. Pour ces faits, il est condamné en décembre 1999 à douze ans de prison. |
| 13 décembre 1998                      | Toulouse                                       | Habib Ould Mohamed               | tir | Le brigadier de police Henri Bois est condamné à trois ans d'emprisonnement avec sursis pour homicide involontaire. | oui | |
| 2004                                  | Villeparisis-Mitry-Mory                        | Abdelkader Ghedir                | coups violents | Non-lieu confirmé en appel puis par la Cour de cassation en 2011. En 2018, la Cour européenne des droits de l'homme (CEDH) condamne la France à verser 6,5 millions d'euros à la victime. | oui | Abdelkader Ghedir est violemment interpellé par des agents SNCF et des policiers en 2004. Il se réveille de plusieurs semaines de coma avec une incapacité partielle permanente de 85 %. |
| 27 octobre 2005                       | Clichy-sous-Bois                               | Zyed Benna , Bouna Traoré        | Électrocution | Deux policiers sont renvoyés devant le tribunal correctionnel pour « non-assistance à personne en danger » et « mise en danger délibérée de la vie d'autrui » et relaxés par le tribunal correctionnel de Rennes en mai 2015,. | non | Zyed Benna (17 ans) et Bouna Traoré (15 ans) meurent électrocutés dans un transformateur électrique et dans lequel ils s'étaient réfugiés avec leur camarade Muhittin Altun (17 ans) pour échapper à un contrôle de police. Cette affaire sera le point de départ des émeutes de 2005 dans les banlieues françaises. Deux policiers sont renvoyés devant le tribunal correctionnel pour « non-assistance à personne en danger » et « mise en danger délibérée de la vie d'autrui » et relaxés par le tribunal correctionnel de Rennes en mai 2015,. Le verdict suscite une polémique,. |
| 17 juin 2007                          | Paris                                          | Lamine Dieng                     | Plaquage ventral lors d'un contrôle de police                                                                              | Non-lieu confirmé par la Cour de cassation, mais accord transactionnel de 145 000 € en 2020 avant un jugement de la Cour européenne des droits de l'homme,. | non | Le 17 juin 2007, dans le 20e arrondissement de Paris, rue de la Bidassoa, la police est appelée vers quatre heures du matin pour des cris dans l'hôtel Nadaud. Lamine Dieng, (25 ans) est interpellé par huit policiers pour des faits de violence sur une femme. Il décède au petit matin des suites de l'interpellation. |
| nuit du 13 au 14 août 2007            | Poitiers                                       | Olivier Massonnaud               | tir | En 2019 le policier poitevin est acquitté à Bordeaux. La légitime défense est définitivement reconnue. | non | Le policier Jocelyn Chauveau tue d’une balle dans le ventre un homme en pleine crise de violence, mais désarmé au moment du tir. |
| 25 novembre 2007                      | Villers-le-Bel (Val-d'Oise)                    | Moushin Sehhouli, Laramy Samoura | percuté par un véhicule de Police                                                                                          | Non lieu en 2009 puis reprise du procès en 2013, le gardien de la paix mis en examen est condamné à six mois de prison avec sursis pour homicide involontaire par manque de prudence. | oui | Laramy, 16 ans, et Moushin, 15 ans, ont trouvé la mort dans la collision entre leur mini-moto et une voiture de police, à Villiers-le-Bel. Des émeutes éclatèrent les jours suivants, des habitants et les forces de l'ordre s'affrontèrent violemment, avec plusieurs dizaines de blessés des deux côtés. |
| 9 mai 2008                            | Grasse                                         | Abdelhakim Ajimi                 | | Les policiers ont été condamnés pour homicide involontaire à des peines de 18 et 24 mois de prison avec sursis. | Oui | la victime meurt lors d'une interpellation après une rixe survenue dans une agence du Crédit Agricole. |
| nuit du 27 au 28 novembre 2008        | Gouvieux (Oise)                                | Naguib Toubache                  | Tir | Les juges d’instruction demandent le renvoi du gendarme en correctionnelle pour « homicide involontaire par imprudence » mais sont désavoués, la cour d’appel d’Amiens et la Cour de cassation estimant que le tir du gendarme était parfaitement justifié. | Oui par la CEDH, qui juge que la France a violé l’article 2, sur « le droit à la vie », et condamne la France à verser 30 000 € à chacun des deux parents de la victime. | Les gendarmes poursuivent une voiture dont les occupants sont soupçonnés de vol, et tirent à six reprises vers le véhicule. Un homme de 20 ans assis à l'arrière est touché dans le dos,. |
| 11 juin 2009                          | Argenteuil (Val-d'Oise)                        | Ali Ziri                         | Genou appuyé sur la tête de la victime lors d'un contrôle de police                                                        | Non-lieu confirmé en octobre 2012 par la cour d’appel de Versailles et par la cour d'appel de Rennes en février 2014, et la cour de cassation en 2016. La Cour européenne des droits de l'homme cependant condamne la France le jeudi 21 juin 2018 à verser 30 000 € pour dommage moral et 7 500 € pour frais et dépens à Annissa Semache, la fille d'Ali Ziri pour négligence dans le décès de son père.                                                                           | Non | Le 9 juin 2009, Ali Ziri, chibani de 69 ans est interpellé par la police nationale d’Argenteuil, lors d’un contrôle routier. Ali Ziri quitte le commissariat dans le coma et décède à l’hôpital deux jours plus tard. L’explication donnée par la police et le procureur est un décès à la suite d'une malformation cardiaque et le juge d’instruction classe l’affaire sans suite. Un collectif d’habitants d’Argenteuil, Vérité et justice pour Ali Ziri se mobilise pour exiger une contre-expertise. L’autopsie révèle alors 27 hématomes et la mort par asphyxie à la suite de l’utilisation d’une technique d’immobilisation interdite depuis 2003,. |
| 16 juillet 2010                       | Thésée (Loir-et-Cher)                          | Luigi Duquenet                   | Tir | Deux ans de prison ferme pour le conducteur, non lieu en appel pour le gendarme,. | Non | Un gendarme tire lors d'un contrôle routier. Le passager meurt. L'évènement provoque l'attaque par ses proches de la gendarmerie de Saint-Aignan dans la vallée du Cher et une offensive sécuritaire anti-Roms de Nicolas Sarkozy,. |
| 1er janvier 2012                      | Clermont-Ferrand                               | Wissam El-Yamni                  | pliage, malaise cardiaque                                                                                                  | Enquête en cours | | El-Yamni meurt après avoir passé 9 jours dans le coma, à la suite de son arrestation dans la nuit du 31 décembre 2011 au 1er janvier 2012. |
| 21 avril 2012                         | Noisy-le-Sec (Seine-Saint-Denis)               | Amine Bentounsi                  | tir | Condamnation en appel le 10 mars 2017 du policier Damien Saboundjian à 5 ans de prison avec sursis et 5 ans d'interdiction de port d'arme,. Pas de sanction disciplinaire. | Oui | Décès d'Amine Bentounsi à Noisy-le-Sec. Recherché, il est abattu dans le dos par un policier lors d'une course-poursuite à pied. |
| 26 juin 2012                          | Millau (Aveyron)                               | Nabil Mabtoul                    | tir | Non-lieu en appel le 22 mai 2014 | Non | 25 juin 2012 : à Millau, Nabil Mabtoul, un trafiquant de drogue, est tué par une balle d'un agent de la BAC après avoir forcé un barrage de police,. Le policier mis en examen affirme avoir dû tirer pour protéger son collègue de Nabil Mabtoul, « qui lui fonçait dessus au volant de sa voiture », alors que l'avocat de la famille estime l’usage de l’arme à feu « disproportionné » et que les policiers, ayant relevé la plaque d’immatriculation, auraient pu différer l’interpellation. |
| février 2013                          | Marseille (Bouches-du-Rhône)                   | Yassin Aïbeche                   | tir | La cour d’assises des Bouches-du-Rhône a condamné le policier Frédéric Herrour le 16 décembre 2016 à douze ans de réclusion criminelle. | Non | Yassin Aïbeche, âgé de 19 ans de la cité Félix Pyat, est tué dans une épicerie marseillaise par Frédéric Herrour, un sous-brigadier ivre qui avait gardé son arme alors qu'il était hors service. |
| 3 novembre 2013                       | La Ferté-Saint-Aubin                           | Loïc Louise                      | taser | En 2024, un an de sursis requis contre le gendarme . | | Le gendarme Noham C. utilise son taser pendant 17 secondes |
| 26 octobre 2014                       | Lisle-sur-Tarn (Tarn)                          | Rémi Fraisse                     | Explosion grenade | Non-lieu le 9 janvier 2018. Confirmé par la cour de cassation le 23 mars 2021. | Non | 25 octobre 2014, à Gaillac, un jeune militant écologiste, Rémi Fraisse, est tué par une grenade offensive pendant une manifestation sur le site du barrage de Sivens. |
| 6 mars 2015                           | Près de la gare du Nord à Paris                | Amadou Koumé                     | Asphyxie lente liée à deux clés d’étranglement et à son maintien au sol pendant plus de six minutes.                       | En septembre 2022, trois policiers condamnés à quinze mois de prison avec sursis. | Oui | Amadou Koumé meurt après une intervention de la BAC, dans un bar près de la gare du Nord à Paris, alors qu'il était en situation de grande vulnérabilité psychologique. |
| 3 septembre 2015                      | Sainte-Foy-lès-Lyon (métropole de Lyon)        | Mehdi Bouhouta                   | tir | Le parquet de la Cour d’appel de Lyon (Rhône) demande, le 10 octobre 2019, une reconstitution et une audition de la famille pour approfondir l’enquête. | | Après avoir tenté de forcer un barrage, Mehdi Bouhouta, 27 ans est tué. |
| 3 décembre 2015                       | Rennes (Ille-et-Vilaine)                       | Babacar Gueye                    | tir | Le parquet demande un non-lieu en février 2021, mais le juge d'instruction rouvre l'enquête à la demande de la famille. Second non-lieu en mai 2023. Légitime défense retenue. | Non | Tué de cinq balles par un policier |
| 7 janvier 2016                        | Cergy (Val-d’Oise)                             | Mehdi Farghdani                  | tir | Information judiciaire toujours en cours en 2021, les circonstances de la mort ne sont pas élucidées | | Tué de six balles lors d’un assaut de police lors d'une crise de paranoïa. |
| 19 juillet 2016                       | Beaumont-sur-Oise (Val-d'Oise)                 | Adama Traoré                     | plaquage ventral | Non lieu | Non | Adama Traoré décède lors de son interpellation par les gendarmes dans des conditions encore non éclaircies. |
| 26 mars 2017                          | Paris                                          | Liu Shaoyao                      | tir | Non-lieu le 11 juillet 2019, confirmé en appel puis par la Cour de cassation. | État condamné par la justice civile, pour « faute lourde », en 2023. | Le ressortissant chinois Liu Shaoyao est abattu sous les yeux de ses enfants par la police dans son appartement à Paris. Les policiers sont entendus par l'IGPN mais le juge d'instruction ordonne un non-lieu. |
| 30 mars 2017                          | Seur                                           | Angelo Garand                    | tir | Non-lieu le 10 octobre 2018, confirmé en appel, pour les deux gendarmes mis en examen, et rejet d'un pourvoi en cassation. Requête en cours devant la CEDH. | Non | Interpellé et abattu par le GIGN parce qu'il n'était pas retourné au centre de rétention après une autorisation de sortie. La légitime défense est retenue. Le sociologue Didier Fassin revient sur l'affaire dans son ouvrage Mort d'un voyageur : une contre-enquête ; il propose une autre version des faits que celle retenue par la justice, et dévoile le manque d'impartialité de l'institution judiciaire. |
| 20 mai 2017                           | Sailly (Saône-et-Loire)                        | Jérôme Laronze                   | tir | En mars 2019, le parquet de Chalon a accepté que l'information judiciaire en cours soit élargie à deux autres aspects du dossier : la pollution de la scène d'infraction et la non-assistance à personne en danger. | | Le 11 mai 2017, Jérôme Laronze, éleveur bovin, refuse de se soumettre à un contrôle administratif et prend la fuite. Il est retrouvé après 9 jours de cavale et abattu de 3 balles par un gendarme. |
| 19 août 2017                          | Châlette-sur-Loing (Loiret)                    | Luis Bico                        | tir | Non lieu prononcé à l’été 2022, confirmé en appel en 2023, puis par la cour de cassation en 2024. Recours devant la CEDH en 2024. | | Au volant de sa voiture, délirant, et tentant de se soustraire à un contrôle de police, il est abattu par la police,. |
| 15 décembre 2017                      | Lille (Nord)                                   | Selom et Matisse                 | happés par un TER | La reconstitution a été refusée deux fois par les juges. Sans suites. | | Deux jeunes adultes sont morts après avoir été happés par un TER. Le procureur, niant d’abord le passage d’une équipe de police, pour admettre plus tard qu’une brigade a bien patrouillé dans la cité. Un accident qui, selon leurs mères, s’est produit après une poursuite de la police. Deux autres amis survivent à l'accident,. |
| 17 janvier 2018                       | Épinay-sur-Seine (Seine-Saint-Denis)           | Gaye Camara                      | tir | En septembre 2019, la justice, prononce un non-lieu, estimant que le fonctionnaire avait agi en situation de légitime défense. | Non | Suspecté de complicité et de fuite dans une histoire de voiture volée, il est tué au volant de sa voiture d'une balle dans la tête par des policiers ayant tiré à huit reprises. |
| 11 mars 2018                          | dans le centre de la Guadeloupe                | Yannick Locatelli                | tir | En première instance, le gendarme écope de cinq ans de prison dont deux fermes pour « violences volontaires avec arme ayant entraîné la mort sans intention de la donner ». En octobre 2023, il est définitivement condamné pour « homicide volontaire » à sept ans de prison, et banni à vie de la fonction publique. | Oui | Yannick Locatelli est pris en chasse en voiture par deux gendarmes. Romain Dobritz tire à 7 reprises, y compris au moment où le véhicule s’éloigne de lui. L’accusé affirme que le véhicule lui fonçait dessus, des images le contredisent. |
| 3 juillet 2018                        | Nantes                                         | Aboubacar Fofana                 | tir | Le 16 juin 2019, le CRS qui a tiré n'a toujours pas été entendu par le juge d'instruction. | | Voulant se soustraire à un contrôle d'identité, il est abattu au volant de son véhicule par un CRS. |
| 28 septembre 2018                     | Fouquières-lès-Lens (Pas-de-Calais)            | Henri Lenfant                    | tir | Malgré un appel et un pourvoi en cassation, le gendarme est renvoyé devant la cour criminelle du Pas-de-Calais pour y être jugé en 2024,. Il est acquitté en première instance, un procès en appel est prévu devant la cour d'assises du Nord. | | Soupçonné de participer à des cambriolages et d'avoir tenté de prendre la fuite lors de son interpellation, un gendarme entre dans son véhicule et l'abat d'une balle dans la nuque,. |
| 14 août 2018                          | rue Condorcet, 9e arrondissement de Paris      | Romain C                         | tir | Le parquet retient la qualification de « violences ayant entraîné la mort sans intention de la donner ». Après appel de l’ordonnance de mise en accusation rendue en mars 2022, celle-ci est infirmée par la cour d’appel en novembre. La famille de la victime se pourvoit en cassation. | | Romain C, un homme de 26 ans est abattu par le policier Kévin G, 23 ans, après une course-poursuite. |
| 2 décembre 2018                       | Marseille (Bouches-du-Rhône)                   | Zineb Redouane                   | grenade lacrymogène | Instruction dépaysée à Lyon en juin 2019 | Amnesty international estime que cette affaire est « emblématique des difficultés d’accès à la justice en France pour les victimes de violences policières ».            | 1er décembre 2018 : Zineb Redouane, alors à la fenêtre de son appartement, est touchée par une grenade lacrymogène lancée par la police pendant l'Acte III du mouvement des Gilets jaunes et décède le lendemain à l'hôpital de ses blessures. |
| 10 février 2019                       | Saint-Malo                                     | Allan Lambin                     | | Instruction dépaysée à Rennes. Une information judiciaire en cours. | | Retrouvé mort dans sa cellule après une interpellation musclée. |
| 24 mai 2019                           | Drancy (Seine-Saint-Denis)                     | Philippe Ferrières               | | Trois policiers de Seine-Saint-Denis mis en examen en juin 2021 | | Philippe Ferrières, 36 ans, est mort le 24 mai 2019 à Drancy lors de son interpellation par un équipage de police, au cours de laquelle il a subi une clé d’étranglement. |
| 22 juin 2019                          | Nantes (Loire-Atlantique)                      | Steve Maia Caniço                | noyade | Une procédure en cours d’instruction par le Défenseur des droits. Trois informations judiciaires en cours à Rennes. | | 22 juin 2019 : lors de la fête de la musique à Nantes, une soirée est violemment interrompue et dispersée par la police, qui charge et fait usage de gaz lacrymogènes, malgré l'existence de rapports indiquant la dangerosité d'une telle action. Plusieurs fêtards finissent dans la Loire et Steve Maia Caniço, qui ne savait pas nager, est porté disparu puis retrouvé mort dans la Loire le 29 juillet cinq semaines plus tard. |
| 6 octobre 2019                        | Villers-le-bel (Val-d'Oise)                    | Ibrahima Bah                     | collision avec un véhicule                                                                                                 | Enquête en cours mais l’accès aux images de la caméra présente sur place n’est pas permis à la famille. | | Ibrahima Bah, un jeune habitant de Sarcelles, roulait à moto-cross et aurait été percuté par un véhicule de police dans le quartier de la Cerisaie à Villiers-le-Bel, il en est mort sur le coup. Selon la première version de la Police, il aurait percuté un poteau proche d'un contrôle de police en cours. Mais selon l'avocat de la famille, le véhicule aurait délibérément coupé la trajectoire du motard qui n'a pu l'éviter. Le véhicule aurait ensuite été déplacé par la police pour adapter la version des faits,. |
| 5 janvier 2020                        | Paris                                          | Cédric Chouviat                  | plaquage ventral | information judiciaire ouverte pour « homicide involontaire » | | Cédric Chouviat, 42 ans, décède à la suite d’une interpellation de police à Paris. Les premiers éléments de l'autopsie concluent à une fracture du larynx ayant entraîné une asphyxie puis un arrêt cardiaque. Les vidéos de l'interpellation montrent 3 policiers ayant recours au plaquage ventral ; 2 témoins affirment que M. Chouviat a également subi une clé d'étranglement, |
| 8 avril 2020                          | Béziers (Hérault)                              | Mohamed Gabsi                    | plaquage ventral | Le procureur de l’Hérault ordonne « une enquête en flagrant délit du chef d’homicide involontaire ». Le Monde explique que le cas est un exemple de construction médiatique des profils des victimes de violences policières. | | Un homme de 33 ans décède à la suite d'une interpellation de la police municipale de Béziers. Sans domicile fixe, il est arrêté dans le cadre de la pandémie de Covid-19 en France et à la suite de l'arrêté municipal instaurant un couvre-feu. L'interpellation est violente et un policier s'est assis sur l'homme dans le véhicule qui le transportait,, l'asphyxie semble la cause du décès. |
| 17 mai 2020                           | Argenteuil (Val-d'Oise)                        | Sabri Chouhbi                    | collision avec un véhicule                                                                                                 | Une enquête préliminaire est ouverte le 17 mai pour la recherche des causes de la mort et confiée à la sûreté départementale du Val-d’Oise. Après expertise, le parquet de Pontoise a conclu à l'absence de choc entre la voiture et la moto et confirme la thèse de l'accident. À l'issue de l'enquête, le dossier a été classé sans suite. Les avocates de la famille du jeune Sabri Chouhbi ont depuis fait appel et soulèvent des incohérences dans les versions des policiers. | Non | Sabri Chouhbi, âgé de 18 ans, décède le dimanche 17 mai 2020 sur sa moto-cross alors qu’il venait de croiser la route d’un véhicule de police de la bac d'Ermont, ville voisine. Selon les fonctionnaires de police de la Brigade anticriminalité d'Ermont, une moto de type motocross se dirigeant vers eux à grande vitesse. La rue étant étroite, le conducteur de la moto se serait déporté sur le trottoir pour continuer son chemin et il a percuté l'un des poteaux. Les proches de la victime réfutent la thèse selon laquelle Sabri a perdu, seul, le contrôle. Et avancent l'hypothèse d'une intervention des policiers, provoquant la chute mortelle du jeune majeur. |
| 17 octobre 2020                       | Poissy                                         | Olivio Gomes                     | tir | Le policier tireur a été mis en examen pour homicide volontaire. Il a également été placé sous contrôle judiciaire et fait l’objet d’une interdiction d’exercer la profession, de se rendre dans les Yvelines et de porter une arme,. | | À la suite de la controverse d'une course-poursuite par des agents de la BAC, récusée par les passagers de la voiture, un homme de 28 ans a été tué par trois balles qui l’ont touché, la première version policière faisant état de tirs en légitime défense. L’étude de la trajectoire balistique et des impacts sur le corps du défunt ont permis de déterminer la position exacte du tireur qui ne faisait pas face au véhicule et qui a tiré de côté au travers de la vitre du conducteur qui tentait de démarrer son véhicule,. |
| 3 décembre 2020                       | Deshaies (Basse-Terre)                         | Claude Jean-Pierre               | Le retraité est blessé lors de son interpellation par deux gendarmes                                                       | Une information judiciaire est ouverte contre X pour homicide involontaire. Aucune mise en examen. Le parquet de Basse-Terre requiert un non-lieu en mars 2023. La famille de la victime médiatise l'affaire sous le mot d’ordre « Jistis pou Klodo » (« justice pour Klodo »). | Non | À la suite d'un violent contrôle routier (d'après l'analyse des vidéos de surveillance), la victime souffre d’une double fracture des cervicales, dont une compressant la moelle épinière. Il meurt dix jours plus tard. |
| janvier 2021                          | Commissariat de Sélestat (Bas-Rhin)            | Merter Keskin                    | | Une enquête est ouverte | | Il meurt en garde a vue, officiellement à la suite d'une prise de cocaïne, mais les images de vidéosurveillance de la cellule où il a été placé le montrent en train de subir un long plaquage ventral,. |
| 4 août 2021                           | Marseille                                      | Souheil El Khalfaoui             | Tir | L'affaire est classée à la suite de l'enquête de l'IGPN, puis rouverte après que l'avocat de la famille dénonce une enquête bâclée. | | Souheil El Khalfaoui est tué par le tir d'un policier au cours d'un contrôle routier,. |
| 15 août 2021                          | Stains (Seine-Saint-Denis)                     | Nordine et Merryl                | tir | Les deux policiers sont placés en garde à vue. Une procédure est ouverte pour « violences volontaires par personne dépositaire de l’autorité publique ». Les deux policiers mis en cause sont condamnés à 4 ans de prison avec sursis et l'interdiction définitive d'exercer dans la police en novembre 2024. | | Des policiers de la BAC tirent sur un couple d’automobilistes, les blessant grièvement ; la femme perd son enfant. Des vidéos contredisent la version de la police. |
| 26 mars 2022                          | Sevran, Aulnay-sous-Bois (Seine-saint-Denis)   | Jean-Paul Benjamin               | Tir | Le policier auteur du tir mortel est placé en garde à vue, le 30 mars, placé sous contrôle judiciaire et interdit d’exercice jusqu’à nouvel ordre. Les éléments de l’enquête contredisent la thèse de la légitime défense,. Il est ensuite en mise en examen pour violences volontaires ayant entraîné la mort, et placé sous contrôle judiciaire. | | Le drame se déroule quand la BAC d’Aulnay-sous-Bois contrôle une fourgonnette volée. Le policier qui a abattu le conducteur, un père de famille guyanais de 33 ans, dit l'avoir vu « enclencher une vitesse et accélérer fortement », et avoir été « déséquilibré »,. |
| 12 avril 2022                         | Berre-l'étang                                  |                                  | | Pas de mise en examen du policier | | Un homme de 21 ans est passager d'un véhicule qui aurait, selon la police, foncé sur les forces de l'ordre lors d'une intervention relative à un trafic de drogue. Il est retrouvé tué par balle dans le véhicule abandonné. |
| 21 avril 2022                         | Blois                                          | Zakariaa Mennouni                | Tir | | | Victime de bouffées délirantes, il se serait infligé avec son couteau plusieurs blessures dont deux, potentiellement mortelles, au niveau de la gorge. Il est maîtrisé par la police. Lorsqu'il arrive aux urgences, il venait d’être gravement blessé par un tir d’arme à feu. |
| 24 avril 2022                         | Pont neuf à Paris                              | Boubacar et Fadigui.             | Tir | Le tireur est mis en examen pour homicide volontaire et violences volontaires avec obligation de soins,, une manifestation de policiers s'y oppose,. Une autre enquêtes est ouverte pour « tentatives d’homicide sur personne dépositaire de l’autorité publique ». | | Des policiers font deux morts en tirant sur une voiture. D'après la version de la police, la voiture était garée à contresens et aurait foncé sur les agents,. Mais selon les premiers éléments de l’enquête, les balles mortelles ont atteint les victimes par le côté et l’arrière,. |
| 4 juin 2022                           | 18e arrondissement de Paris                    | Rayana                           | Tir C'est le 4e mort de l'année au cours d'un contrôle routier,.                                                           | Les trois policiers sont placés en garde à vue pour « violence avec arme par personne dépositaire de l’autorité publique ». Deux enquêtes sont ouvertes. Mise en examen du policier mis en cause le 6 juin 2023. La Défenseure des droits s’autosaisit en juin 2022 de cinq dossiers, dont trois concernent les tirs du 26 mars, 24 avril et 4 juin. | | Une femme qui se trouvait à bord d’une voiture dont les occupants sont soupçonnés d’avoir cherché à échapper à un contrôle est tuée par des tirs de la police. La version de la police est contredite par des témoignages,. |
| 15 juin 2022                          | frontière franco-italienne                     | Omar Elkhouli                    | Tir | Deux enquêtes sont ouvertes : l’une pour les chefs « d’aide à l’entrée en France d’étrangers en situation irrégulière », « refus d’obtempérer aggravé », « tentative d’homicide sur personne dépositaire de l’autorité publique » ; l’autre pour « homicide volontaire ». Pas de mise en examen. | | Tué par un tir policier après une course-poursuite avec les policiers. |
| 10 août 2022                          | aéroport de Roissy                             |                                  | Tir | | | Un SDF est tué par la police. Selon un témoin, il « a brandi un objet qui ressemblait à un couteau vers la police » avant d'être abattu. |
| 19 août 2022                          | Vénissieux                                     | Adam B. et Reihane S.            | Tir après contrôle routier                                                                                                 | Les policiers affirment qu’ils ont agi en situation de légitime défense, mais des témoins contestent leur version. Les deux policiers sont placés sous le statut de témoins assistés. En juillet 2023, l’enquête était au point mort. Pas de mise en examen. | | Des policiers ouvrent le feu après un refus d'obtempérer,. Adam B., 20 ans, et Reihane S., 26 ans, décèdent peu après. |
| 30 août 2022                          | Neuville-en-Ferrain (Nord)                     | Amine L.                         | Tir après contrôle routier                                                                                                 | Mise en examen du policier mis en cause (violences volontaires ayant entraîné la mort sans intention de la donner) | | Selon la procureure de Lille, le conducteur d'une voiture aurait démarré « brusquement, afin de se soustraire » à un contrôle policier, il est atteint d’une balle au thorax et décède peu après. |
| 6 septembre 2022                      | Rennes                                         |                                  | Tir | Deux enquêtes sont ouvertes. Un mois plus tard, la procédure était classée sans suite. Selon l’enquête de l’IGPN, le policier agissait dans le cadre de la légitime défense. | | Une femme de 22 ans, passagère d'un véhicule intercepté par la police, est tuée par un tir policier, quand le conducteur tente de prendre la fuite, selon RMC. |
| 7 septembre 2022                      | Nice                                           | Zyed B.                          | Tir | Deux enquêtes sont ouvertes. Le policier qui a tué le conducteur est mis en examen le 9 septembre pour violences volontaires ayant causé la mort sans intention de la donner et placé sous contrôle judiciaire. | | Un homme d’une trentaine d’années circule sans permis à bord d’un véhicule volé. Il est abattu par un policier debout près du véhicule à l'arrêt,. |
| 5 octobre 2022                        | Grenoble                                       |                                  | Tir | Deux enquêtes sont ouvertes. Les trois policiers en patrouille et le conducteur sont placés en garde à vue. En juillet 2023, l'IGPN n'avait pas rendu ses conclusions | | Une jeune femme de 18 ans, passagère d’un véhicule en fuite, est tuée par des tirs de policiers |
| 14 octobre 2022                       | Paris                                          | Amine B.                         | Tir après contrôle routier. C'est la douzième personne morte dans ces circonstances en 2022. Il y en aura treize au total. | Deux enquêtes sont ouvertes. L'un des policiers est présenté devant un juge d’instruction. Pas de mise en examen du policier mis en cause | | Un homme au volant d’une voiture est abattu par un policier lors d’un refus d’obtempérer. |
| 23 janvier 2023                       | Paris                                          |                                  | Tir | Deux enquêtes sont ouvertes. Les deux policiers sortent de leur brève garde en vue sans poursuites judiciaires. | | Selon la police, l’homme aurait d’abord menacé un chien avec une arme de poing avant de la pointer vers deux policiers qui le tuent |
| 14 juin 2023                          | Saint-Yrieix-de-Charente, banlieue d'Angoulême | Alhoussein Camara,               | Tir | Le policier est placé en garde à vue le 28 juin puis mis en examen pour « homicide volontaire » et laissé libre sous contrôle judiciaire,. Les premiers résultats de l'enquête affaiblissent la thèse de la légitime défense. | | Un automobiliste de 19 ans tué par un policier après un refus d'obtempérer. Le caméra-piéton du tireur n'a pas été activée. |
| 27 juin 2023                          | Nanterre                                       | Nahel                            | Tir | Le policier est mis en garde à vue pour homicide volontaire, et placé en détention provisoire. Puis en examen (homicide volontaire) | | Un policier tire sur un conducteur de 17 ans qui est en train de redémarrer, après avoir crié « tu vas prendre un tir dans la tête », selon une vidéo qui contredit la version des policiers. |
| 30 juin 2023                          | Mont-Saint-Martin                              | Aimène Bahouh                    | Tir de « beanbag » | Une information judicaire est ouverte | | Aimène Bahouh est touché à la tête par un policier du RAID. Il est plongé dans le coma,. |
| Nuit du 1er juillet au 2 juillet 2023 | Marseille                                      | Mohamed Bendriss, 27 ans         | Choc violent au thorax, probable tir de flashball                                                                          | Ouverture d'une information judiciaire pour « coups mortels avec usage ou menace d’une arme », Garde à vue de cinq policiers du RAID, dont deux relâchés sans poursuite le jour même, les trois autres sont mis en examen pour « violences avec arme ayant entraîné la mort sans intention de la donner » et autorisés à continuer de travailler. | | En marge des émeutes à Marseille à la suite de la mort de Nahel Merzouk, un homme de 27 ans est victime d'un tir de flashball. Selon le parquet, qui ne se prononce pas sur « la régularité des conditions d’emploi des armes […] et à la proportionnalité de cet engagement », il participait à un pillage,sa famille assure qu'il « tentait d’empêcher la commission d’un vol ce soir-là ». |
| 5 janvier 2024                        | Montfermeil (Seine-Saint-Denis)                | Kyllian Samathi                  | Tirs de PIE (Taser). | Deux enquêtes, confiées à un service d’investigation local et à l’IGPN. Quatre policiers sont mis en examen en août 2025 pour « violences ayant entraîné la mort sans intention de la donner par personne dépositaire de l’autorité publique ». | | Un homme âgé de 30 ans, agité, non armé, succombe après avoir été la cible une douzaine de tirs de pistolets à impulsion électrique. Le rapport médico-légal lie l’usage répété du Taser et le décès. |
| 17 février 2024                       | Paris                                          |                                  | Tir | Deux enquêtes : l'une pour « tentative d'homicide volontaire sur personne dépositaire de l'autorité publique », l'autre pour « violences volontaires par policiers ayant entraîné la mort sans intention de la donner », confiée à l'IGPN. | | Un homme vêtu d’une djellaba et menaçant les passagers d’un tramway parisien avec une lame de boucher, par quatre policiers qui ont fait usage de leur arme à une vingtaine de reprises. |
| 9 juin 2024                           | Cherbourg                                      | Sulivan Sauvey                   | Tir | L’enquête est confiée à l’IGPN. La policière à l’origine du tir mortel est placée en garde à vue pour homicide volontaire. | | Selon le procureur de la République, des policiers forcent une voiture. L'un d'eux utilise son Taser contre l'un des conducteurs qui essaie de fuir, un deuxième tire et le touche mortellement au niveau de la poitrine. |
| 17 novembre 2024                      | Villeneuve-Saint-Georges (Val-de-Marne)        |                                  | Tir | L'IGPN est saisie | | Un homme alcoolisé, porteur d’une arme factice et menaçant, est tué par un policier. |

## Mutilations liées à des violences policières

### Éborgnements

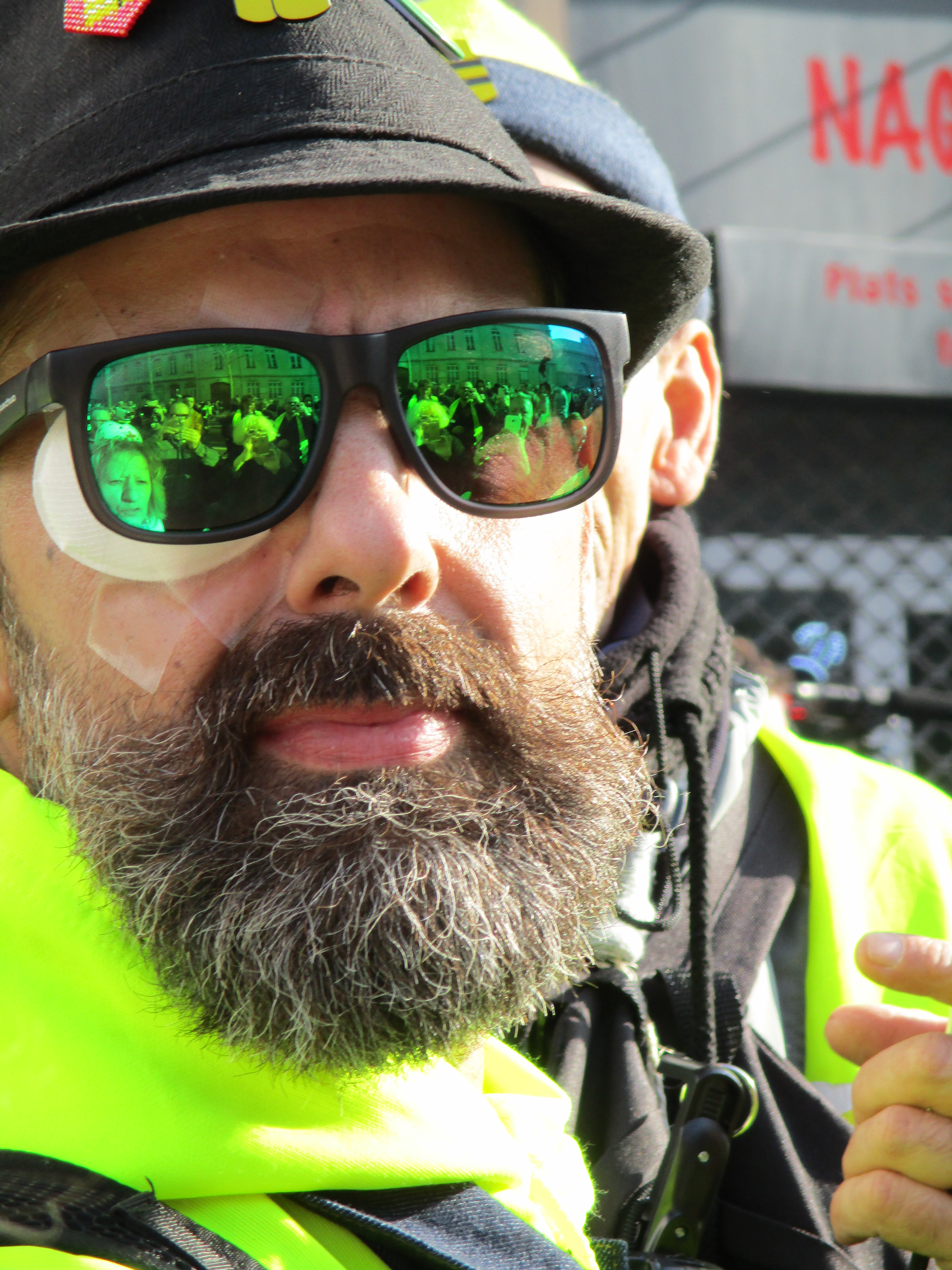
Jérôme Rodrigues, un des meneurs des Gilets jaunes, éborgné début 2019 à la suite de tirs des forces de l’ordre.

En 2021, le site militant desarmons.net recense 66 éborgnements depuis 1999.
Éborgnements à la suite de l'usage de Flashball ou de LBD 40.
- le 19 mars 2009 à Toulouse, Joan Celsis est éborgné à la suite d'un tir de Flash-ball lors d'une manifestation étudiante.
- le 17 avril 2009 à Compiègne, Halil K. est éborgné à la suite d'un tir de Flash-ball, alors qu'il dégradait la voiture de sa compagne.
- le 9 mai 2009 à Villiers-le-Bel, Alexandre et Bruno sont éborgnés à la suite de tirs de Flash-ball alors qu'ils prenaient à partie des CRS.
- le 12 janvier 2018 à Toulon, Ninef Radjah, 35 ans, est éborgné à la suite d'un tir de LBD 40 lors d'une manifestation du mouvement Gilets-Jaunes.
- le 22 décembre 2018 à Toulouse, Arthur, 24 ans, est éborgné à la suite d'un tir de LBD 40 lors d'une manifestation du mouvement Gilets-Jaunes.
- le 12 janvier 2019 à Bordeaux, Benjamin Vaucher, 23 ans, est éborgné à la suite d'un tir de LBD 40 lors d'une manifestation du mouvement Gilets-Jaunes.

Éborgnements à la suite de l'usage de DMD (dispositif manuel de protection), grenade MP7 (lacrymogènes).
- 16 mai 2007 à Grenoble, Maud Caretta est éborgnée par un éclat de grenade type DMP d'une manifestation d'ultra-gauche s'opposant à l'élection du président de la République Nicolas Sarkozy.
- le 15 septembre 2016, à Paris, Laurent Theron est éborgné par un éclat de grenade type DMP jetée sur un attroupement lors des manifestations contre la Loi Travail.
- le 27 avril 2019 à Montpellier, Dylan, 18 ans, est éborgné par un éclat de grenade type DMP jetée sur un attroupement lors d'une manifestation du mouvement Gilets-Jaunes.
- le 16 novembre 2019 à Paris, Manuel C., est éborgné par un tir de grenade type MP7 tirée sur la foule lors d'une manifestation du mouvement Gilets-Jaunes.
- le 23 mars 2023 à Paris, Sébastien, cheminot et syndicaliste est éborgné par un éclat de grenade de désencerclement lors d'une manifestation de contestation du projet de réforme des retraites[371].

### Mains arrachées
Toujours selon desarmons.net, 8 personnes auraient eu une main arrachée depuis octobre 2013
- le 26 octobre 2013 à Pont-de-Buis, Mikael Cueff, 33 ans, a eu une main arrachée après avoir ramassé une grenade GLI F4 alors qu'il dégradait un portique écotaxe lors d'une manifestation du mouvement Bonnets-Rouges.
- le 22 mai 2018 à Notre-Dame-des-Landes, Maxime, 21 ans, a eu une main arrachée après avoir ramassé une grenade GLI F4 lors d'affrontement avec les forces de l'ordre pour bloquer le projet d'aéroport.
- 24 novembre 2018 à Paris, Gabriel Pontonnier, 21 ans, a eu une main arrachée après avoir ramassé une grenade GLI F4 lors d'une manifestation du mouvement Gilets-Jaunes[373].
- 1er décembre 2018 à Tours, Ayhan, 52 ans, a eu la main arrachée après avoir ramassé une grenade GLI F4 lors d'une manifestation du mouvement Gilets jaunes[374].
- 1er décembre 2018 à Bordeaux, Frédéric Roy, 35 ans, a eu la main arrachée après avoir ramassé une grenade GLI F4 lors d'une manifestation du mouvement Gilets jaunes[375].
- 8 décembre 2018 à Bordeaux, Antoine Boudinet, 26 ans, a eu la main arrachée après avoir ramassé une grenade GLI F4 lors d'une manifestation pour le climat jointe au mouvement des Gilets-Jaunes[376].
- 9 février 2019 à Paris, Sébastien Maillet. a eu la main arrachée devant l'Assemblée nationale après avoir ramassé une grenade GLI F4 lors d'une manifestation du mouvement Gilets-Jaunes[377].
- 21 juin 2021 à Redon, un jeune homme de 22 ans a eu la main arrachée après avoir ramassé une grenade GLI F4 lors de l'évacuation d'une rave party qui se tenait dans un champ[378].

### Mutilations de l'anus
Le 28 octobre 2015, à Drancy, un jeune homme est blessé à l'anus, qui comporte une plaie de 1,5 cm, dans une voiture de police. Le parquet requiert contre le policier municipal dont l'ADN de la victime a été retrouvé sur sa matraque, 6 mois de prison avec sursis. Le parquet a requalifié les faits initialement viol en réunion en violences aggravées.
Le 2 février 2017 à Aulnay-sous-Bois, Théo L., 22 ans, est violemment interpellé. Il « souffre d'une plaie longitudinale du canal anal, profonde de 10 cm, ainsi qu'une section du muscle sphinctérien ». La vidéo surveillance montre un coup de matraque horizontal. Selon RTL, « ce coup de matraque n'est pas conforme aux usages dans la police qui prévoient l'utilisation de la matraque de manière verticale ». Un des policiers est mis en examen pour viol. Cette piste a depuis été remise en cause par des expertises médicales,.
Le 5 avril 2021, à Paris, Tommi est blessé à l'anus après une fouille intégrale en garde à vue.

### Autres mutilations
Le 17 mai 2003, à Champigny-sur-Marne, interpellation d'un jeune homme qui devra subir cinq jours plus tard une ablation de la rate et une ablation partielle du pancréas à cause des coups de pied reçus. Quatre policiers seront condamnés à huit mois de prison avec sursis.
Le 8 décembre 2018, à Marseille, une commerçante de 19 ans, Maria, est battue à terre et a le crâne fracassé, en marge d'une manifestation de Gilets jaunes. L'information judiciaire démontre que ces violences illégitimes ont été perpétrées par des fonctionnaires de police mais l'enquête de l'Inspection générale de la Police nationale (IGPN), que l'avocat de la victime qualifie de superficielle, ne permet pas d'en identifier les auteurs, et le juge d’instruction rend un premier non-lieu en décembre 2020, puis un second en janvier 2022 (voir l'article Maria (victime de violences policières à Marseille) pour plus de détails).
Le 10 décembre 2019, à Lyon, lors d'une manifestation, Arthur Naciri, 23 ans, est extrait du cortège par des policiers et plaqué au sol si violemment qu'il a la mâchoire fracturée et 9 dents cassées.
Le 10 décembre 2020, dans un centre commercial de Garges-lès-Gonesse, Déborah A., 23 ans, enceinte de 4 mois, est poussée violemment contre un mur par une policière après un contrôle pour verbalisation pour non-port du masque. Prise de douleurs au ventre le soir-même, elle accouchera d'un enfant mort-né 11 jours plus tard.
Le 13 décembre 2020, Aymen Barhoumi est frappé par des policiers du centre de rétention administrative de Nice ; opéré en urgence, il perd un testicule.

## Tabassages et humiliations
Le 29 mai 1971, le journaliste du Nouvel Observateur Alain Jaubert est tabassé par la police lors d'une manifestation en soutien au peuple martiniquais. 1er décembre 1984 : à Annonay, Karim Ramdani est frappé à la matraque électrique dans le commissariat. Au terme de l'affaire Ambrosi, du nom du commissaire qui amène à sa révocation. Du 25 au 29 novembre 1991, en Seine-Saint-Denis, Ahmed Selmouni, placé en garde à vue, dit avoir été frappé et agressé sexuellement par des policiers. Ceux-ci seront condamnés pour faits de violences à trois et quatre ans de prison ferme, mais ces peines seront ramenées en appel à environ un an de prison avec sursis, plus trois mois ferme. La Cour européenne des droits de l'homme condamne la France dans l'affaire Selmouni contre France en 1999.
En avril 2001, à Saint-Genest-Malifaux, un gendarme est condamné pour avoir menotté à un arbre un adolescent de 17 ans.
Le 28 avril 2004, à Montpellier, deux témoins de violence physique sur une personne sans domicile fixe sont assignés au tribunal par les policiers. C'est l’affaire Petit et Maulpoix[réf. souhaitée].
Le 15 mars 2006, à l'aéroport de Toulouse-Blagnac, des violences policières sont commises sur la personne d'un homme menotté et allongé à terre. Après enquête, la Commission nationale de déontologie de la sécurité dénonce les pressions exercées sur le témoin par les gendarmes enquêteurs, la partialité du procureur de la République auprès du tribunal de grande instance de Toulouse, et l'absence délibérée de sanction administrative de la part du ministre de l'Intérieur.
Le 21 novembre 2020, le producteur de musique Michel Zecler est tabassé par 3 policiers qui ont forcé l'entrée de son studio d'enregistrement. Par la suite, un 4e policier lance une grenade lacrymogène à travers la vitre (qui a pignon sur rue) afin de forcer le producteur ainsi que 9 jeunes artistes qui enregistraient de la musique, à sortir du studio. Dans cette affaire, Michel Zecler a dans un premier temps été placé en garde à vue dans le cadre d’une enquête ouverte samedi 21 par le parquet de Paris pour « violences sur personne dépositaire de l’autorité publique » et « rébellion ». Mais à la suite de la diffusion de la vidéo surveillance du studio, diffusée quelques jours plus tard par le média Loopsider, l’enquête a été classée sans suite et le parquet de Paris a ouvert mardi la nouvelle procédure pour « violences par personnes dépositaires de l’autorité publique » et « faux en écriture publique ». Le 28 novembre 2020, une nouvelle vidéo prise par une personne d'un immeuble voisin montre le producteur être roué de coups et recevoir plusieurs coups de poing au visage. Les jeunes artistes sont violemment extraits du bâtiment, mais aucun des 12 fonctionnaires de police ne réagissent,,.

## Opinion publique
Selon l'étude « #MoiJeune » réalisée par 20 Minutes-OpinionWay en décembre 2020, 79 % des jeunes adultes de 18-30 ans jugent que les violences policières sont une réalité et 48 % que l’institution est raciste. Toutefois, 53 % des sondés de cette tranche d'âge ont confiance dans la police.
D'après une autre étude de l'institut de sondage Elabe de décembre 2020, pour 64% des Français, les violences policières sont marginales et le fait d’une minorité de policiers qui agissent seuls. À l’inverse, elles ne sont pas marginales et sont représentatives d’un phénomène plus général au sein de la police pour 35%.
Le 20 mars 2021, plusieurs milliers de personnes manifestent à proximité du jardin du Luxembourg contre les violences et le racisme dans la police française ainsi que contre la loi sécurité globale et la loi sur les séparatismes. On y remarque notamment Emmanuel Vire, secrétaire général du Syndicat national des journalistes CGT, Assa Traoré, devenue une voix de la lutte contre les violences policières depuis la mort de son frère Adama et Christian Chouviat, le père de Cédric Chouviat, décédé à la suite d’un contrôle policier en janvier 2020.

### Filmographie
- Nuit noire, 17 octobre 1961, film français qui retrace les événements du Massacre du 17 octobre 1961 réalisé par Alain Tasma sorti en 2005.
- Un pays qui se tient sage, un documentaire français réalisé par David Dufresne, sorti en 2020.
- Qui a tué Ali Ziri ?, un film documentaire réalisé par Luc Decaster qui retrace la contre-expertise du collectif Vérité et justice pour Ali Ziri, victime d'une bavure policière. Le film est sorti le 7 octobre 2015.
- « Violences policières, le combat des familles », sur www.france.tv (consulté le 10 février 2023)« Violences policières : un documentaire pour raconter le deuil impossible des familles », sur StreetPress (consulté le 10 février 2023), Pauline Demange-Dilasser, « “Violences policières, le combat des familles”, sur France.tv Slash : cinq histoires de luttes pour la vérité », sur Télérama, 9 février 2023 (consulté le 10 février 2023)
- Maintien de l'ordre, le malaise intérieur, Fabien Recker, Public Sénat, 2022